# Iga Świątek
Pour les articles homonymes, voir Swiatek.
Iga Świątek (prononcé [ˈiɡa ˈɕfʲɔntɛk]), née le 31 mai 2001 à Varsovie (Pologne), est une joueuse de tennis polonaise.
Professionnelle depuis 2018, elle a remporté vingt quatre titres en simple sur le circuit WTA, dont six tournois du Grand Chelem et un Masters, et a terminé l'année calendaire à la première place mondiale en 2022 et 2023.
Championne junior à Wimbledon en juillet 2018, elle est médaillée d’or en double aux Jeux olympiques de la jeunesse en octobre à Buenos Aires. L'année suivante, elle dispute sa première finale sur le circuit principal à Lugano puis fait son entrée dans le top 50 en août, à l'âge de 18 ans.
Le 10 octobre 2020, à seulement 19 ans et sans avoir remporté de titre auparavant, elle devient la première joueuse polonaise de l'histoire (hommes et femmes confondus) à remporter un tournoi du Grand Chelem en s'imposant contre Sofia Kenin en finale de Roland-Garros. Elle ne concède pas plus de cinq jeux par match sur l'ensemble de la quinzaine.
Elle intègre le top 10 le 17 mai 2021 après son titre à Rome, son premier en catégorie WTA 1000.
Le 4 avril 2022, elle devient la première joueuse polonaise (hommes et femmes confondus) à atteindre le rang de numéro 1 mondiale en simple, après la retraite anticipée d’Ashleigh Barty. Elle confirme son nouveau statut en enchaînant les victoires et en remportant les tournois de Doha, d’Indian Wells, de Miami, de Stuttgart et de Rome à la suite. En juin 2022, elle triomphe à Roland-Garros pour la deuxième fois en battant Coco Gauff en finale. Invaincue pendant quatre mois et demi, elle établit une série de trente-sept victoires consécutives, record sur le circuit féminin au XXIe siècle. En septembre de la même année, elle remporte pour la première fois l’US Open face à Ons Jabeur en finale.
En 2023, les spécialistes commencent à parler d’un « Big Three » régnant sur le circuit féminin, trio majeur dont elle fait partie avec Aryna Sabalenka et Elena Rybakina,.
La même année, elle vainc la Tchèque Karolína Muchová en finale de Roland-Garros pour conserver la Coupe Suzanne-Lenglen, décrochant ainsi son troisième titre à Paris et son quatrième en Grand Chelem. À l’issue de l'US Open où elle échoue en huitième de finale, elle perd sa place au sommet de la hiérarchie au profit de la Biélorusse Aryna Sabalenka, après être restée no 1 pendant 75 semaines consécutives. Elle retrouve néanmoins la première place mondiale quelques semaines plus tard en remportant la finale du Masters, achevant une deuxième saison consécutive à la tête du classement WTA.
En 2024, elle s'impose pour la quatrième fois à Roland-Garros, la troisième consécutivement. Favorite des Jeux olympiques organisés la même année à Roland-Garros, elle s'incline en demi-finale avant de remporter la médaille de bronze.
En 2022, elle est nommée championne du monde de l'ITF, joueuse de l'année aux WTA Awards et championne des championnes « monde » par le journal L'Équipe. Elle figure sur la liste annuelle des 100 personnes les plus influentes dans le monde selon Time Magazine en avril 2023.
En 2025, elle s'impose pour la première fois à Wimbledon en seulement 57 minutes, atomisant en finale l'américaine Amanda Anisimova, passée totalement à côté de son match et prise par ses émotions, 6-0, 6-0. La Polonaise décroche ainsi son sixième tournoi du Grand Chelem.

## Biographie

### Jeunesse
Iga Natalia Świątek naît le 31 mai 2001 à Varsovie. Elle commence le tennis à cinq ans au Warszawianka Tennis Club, un complexe de 29 courts, poussée par son père Tomasz Świątek (en), membre de l’équipe olympique polonaise d'aviron en quatre de couple aux Jeux de Séoul en 1988 tandis que sa mère est orthodontiste. Elle suit les pas de sa grande sœur, Agata, qui s'entraîne dans le club.
Entraînée par Artur Szostaczko, ancien no 17 mondial junior, Iga Świątek impressionne dès le plus jeune âge et n'a pas peur de taper la balle, du haut de ses 8-9 ans, avec la joueuse professionnelle Marta Domachowska lorsqu'elle s'entraîne à Varsovie. Habitué du Warszawianka Tennis Club et impressionné par la jeune joueuse, un mécène aide la famille à financer les nombreux cours privés d'Iga.
Après cinq années d'entraînement avec Szostaczko, la Polonaise change de complexe pour le Mara Tennis Club où elle est entraînée par Michał Kaznowski — un choix de son donateur — jusqu'à son premier tournoi de Roland-Garros junior, lors duquel il n’est pas convié.

### 2016-2017: débuts prometteurs
Iga Świątek remporte en octobre 2016 le premier tournoi professionnel ITF qu'elle dispute à Stockholm où elle a été invitée à jouer les qualifications. Sur le circuit junior, elle atteint les quarts-de-finale à Roland-Garros.
En 2017, elle ne participe qu'à quatre tournois seniors mais en remporte deux à Bergame (où elle s'impose contre la 348e mondiale alors qu'elle-même n'est que 835e) et à Győr. Parallèlement, elle progresse sur le circuit ITF Junior où elle s'impose à Traralgon en janvier 2017 en simple comme en double, puis atteint la finale de l'Open d'Australie en double et celle du Trofeo Bonfiglio en simple. Elle est aussi à nouveau quart de finaliste à Roland-Garros.

### 2018:1ertitremajeur en junior à Wimbledon

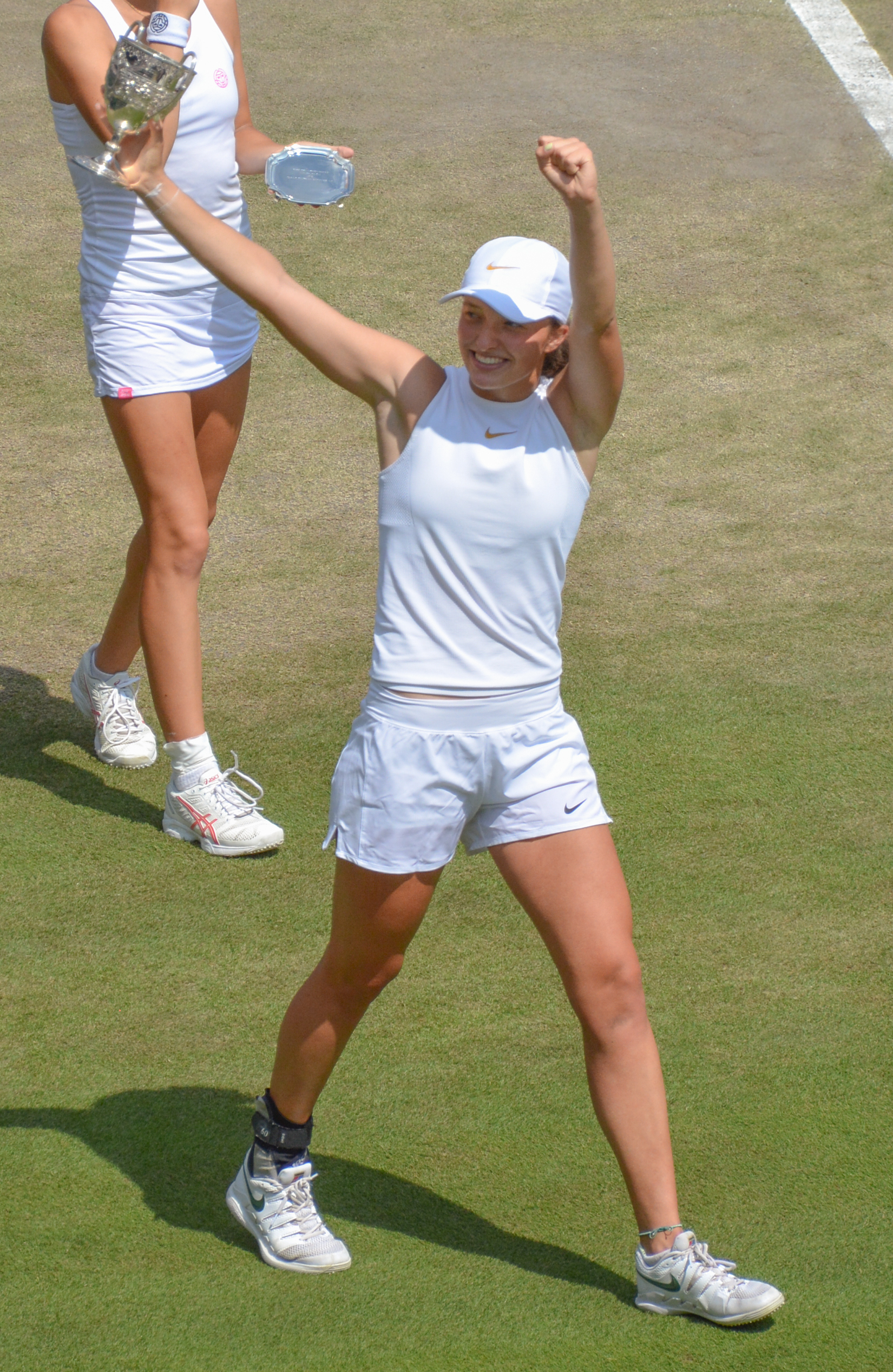
Iga Świątek à Wimbledon junior.

Absente du circuit pendant plus de six mois en raison d'une blessure à la cheville droite, elle réapparait en équipe nationale polonaise à l'occasion des rencontres de Fed Cup en zone européenne. Elle signe ensuite deux nouveaux succès sur des tournois ITF, à Charm el-Cheikh (Égypte), puis au tournoi de Pelham (Alabama) où elle ne perd aucun set tout en sortant des qualifications.
Début mai 2018, elle atteint les demi-finales à Charleston, tournoi doté de 80 000 $, grâce à des victoires sur Mariana Duque Mariño et Irina Falconi. Elle retourne sur le circuit junior à l'occasion de Roland-Garros où elle parvient en demi-finale, battue par Caty McNally. Elle remporte néanmoins l'épreuve du double filles avec cette dernière. Lors du tournoi de Wimbledon, elle bénéficie d'une exemption spéciale lui permettant de disputer directement le tableau principal en raison de son bon classement WTA. Elle élimine la n°1 mondiale junior Whitney Osuigwe au premier tour puis atteint facilement la finale où elle dispose de la Suissesse Leonie Küng (6-4, 6-2). Elle s'illustre ensuite aux Jeux olympiques de la jeunesse à Buenos Aires en décrochant la médaille d'or en double aux côtés de sa partenaire et amie Kaja Juvan, laquelle est également médaillée d'or en simple.

### 2019:1refinale WTA et huitième à Roland-Garros

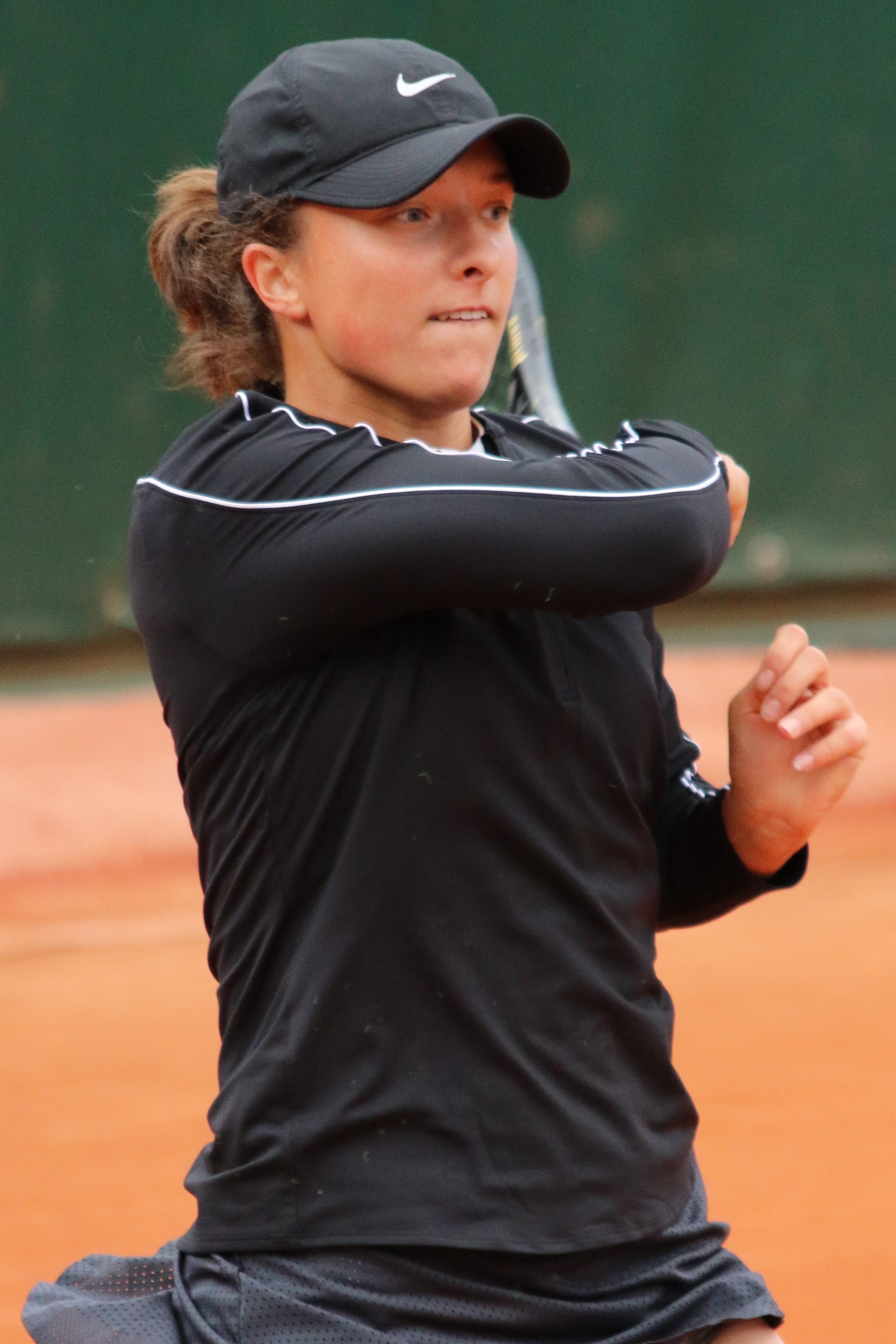
Iga Świątek en mai 2019.

Pour son premier tournoi majeur à l'Open d'Australie, après avoir passé les qualifications, elle parvient à franchir le premier tour en battant la Roumaine Ana Bogdan mais chute brutalement contre l'Italienne Camila Giorgi au second tour (2-6, 0-6). En février, elle s'incline au second tour de l'Open de Hongrie contre la tête de série no 1 Alison Van Uytvanck (4-6, 5-7).
Début avril, lors de l'Open de Suisse à Lugano, elle dispose de l'Ukrainienne Katarina Zavatska au premier tour, puis elle bat la Slovaque Viktória Kužmová pour rejoindre les quarts de finale. Elle y bat la Biélorusse Vera Lapko puis corrige Kristýna Plíšková (6-0, 6-1) pour atteindre sa première finale sur le circuit WTA. Elle y rencontre, dans des conditions difficiles, la Slovène Polona Hercog, qui remporte le match en trois sets, (3-6, 6-3, 3-6). À l'issue de ce tournoi, elle fait son entrée dans le top 100 à la 88e place. Elle enchaîne avec le tournoi de Prague où elle s'incline au premier tour après être sortie des qualifications.
Pour la deuxième levée du Grand Chelem, elle commence son tournoi de Roland-Garros en battant facilement une Française non classée WTA. Au tour suivant, elle dispose de la tête de série no 16 Wang Qiang (6-3, 6-0), puis bat Monica Puig (0-6, 6-3, 6-3) pour se qualifier pour la première fois pour un huitième de finale d'un Majeur. Face à la tenante du titre, Simona Halep, elle passe à côté de son match et s'incline en 45 minutes (1-6, 0-6).
Invitée pour intégrer directement le grand tableau du tournoi de Wimbledon, elle perd dès le premier tour contre la Suissesse Viktorija Golubic (2-6, 6-73).
Elle reprend sur dur au tournoi de Washington où elle bat au premier tour la Tunisienne Ons Jabeur mais perd au second tour face à la future gagnante du tournoi, l'Américaine Jessica Pegula. Elle enchaîne avec la Coupe Rogers à Toronto où elle remporte ses deux matchs de qualification, puis profite de l'abandon d'Ajla Tomljanović pour battre ensuite la Danoise Caroline Wozniacki (1-6, 6-3, 6-4) avant de perdre en huitième contre la no 2 mondiale, Naomi Osaka (6-74, 4-6). Elle poursuit avec une nouvelle qualification au Premier 5 de Cincinnati où elle s'offre Caroline Garcia (7-61, 6-1) avant de perdre en seizième de finale contre Anett Kontaveit (4-6, 6-72). Cette série lui permet de faire sa première apparition dans le top 50.
Lors de l'US Open, elle sort au second tour face à la tête de série n°12 Anastasija Sevastova (6-3, 1-6, 3-6).
Le 21 septembre, elle met un terme à sa saison en raison d'une blessure au pied et annonce son retour à la compétition pour l'Open d'Australie 2020. Elle termine l'année à la 60e place mondiale.

### 2020:1ertitreen Grand Chelem à Roland-Garros et entrée dans le top 20
Pour son premier tournoi majeur de l'année à l'Open d'Australie, elle passe Tímea Babos, Carla Suárez Navarro et Donna Vekić en deux manches. Elle s'incline en huitième face à la tête de série no 28 Anett Kontaveit (7-64, 5-7, 5-7) dans un match accroché de 2 h 42 min.
À la reprise de la compétition en août, elle déçoit en s'inclinant d'entrée contre l'Américaine Christina McHale (2-6, 4-6) au tournoi de Cincinnati délocalisé à New York en période de pandémie. À l'US Open, elle atteint le troisième tour où elle est battue par la future finaliste du tournoi Victoria Azarenka (4-6, 2-6). En septembre, la Néerlandaise Arantxa Rus la surprend dès le premier tour (6-75, 3-6) sur la terre battue de Rome, à quelques jours du troisième et dernier Grand Chelem de l'année.
À Roland-Garros, alors 54e mondiale, Świątek se montre très expéditive sur l'ensemble de son parcours, terminant ses rencontres en 1 h 12 min de moyenne et ne concédant pas le moindre set à ses adversaires, avec seulement 28 jeux perdus en sept matchs, soit quatre par match. Elle bat d'entrée la finaliste sortante Markéta Vondroušová (6-1, 6-2), puis la Taiwanaise Hsieh Su-wei (6-1, 6-4) et la Canadienne Eugenie Bouchard (6-3, 6-2). Elle retrouve en huitièmes de finale la tête de série no 1 Simona Halep, alors sur une série de 17 victoires consécutives, et qui l'avait battue à ce stade du tournoi en 2019. Elle prend une éclatante revanche sur le score de 6-1, 6-2 en 1 h 8 min. Elle écarte ensuite la surprenante qualifiée Italienne Martina Trevisan (6-3, 6-1) en quart de finale. Dans le dernier carré, Świątek fait face à une autre surprise, la qualifiée Argentine Nadia Podoroska, qu'elle bat (6-2, 6-1) et se qualifie ainsi pour sa première finale de Grand Chelem,. Elle devient par ailleurs la seconde Polonaise de l'histoire à se qualifier pour la finale de Roland-Garros, 81 ans après Jadwiga Jędrzejowska qui avait été battue en finale par Simonne Mathieu, et la première Polonaise en finale de Grand Chelem depuis Agnieszka Radwańska au tournoi de Wimbledon 2012. Elle remporte la finale du tournoi face à l'Américaine Sofia Kenin, tête de série no 4, sur le score de 6-4, 6-1 en 1 h 24 min, alors qu'elle n'avait encore gagné aucun tournoi sur le circuit principal,.
Son parcours exceptionnel lui permet de devenir, à 19 ans, la plus jeune finaliste de Roland-Garros depuis la Belge Kim Clijsters en 2001,. Ce sacre inattendu lui permet pour la première fois d'intégrer le top 20 du classement WTA publié le lundi suivant, au 17e rang, après avoir bondi de 37 places.

### 2021:1ertitreWTA 1000, entrée dans le top 10, puis deuxième partie de saison décevante

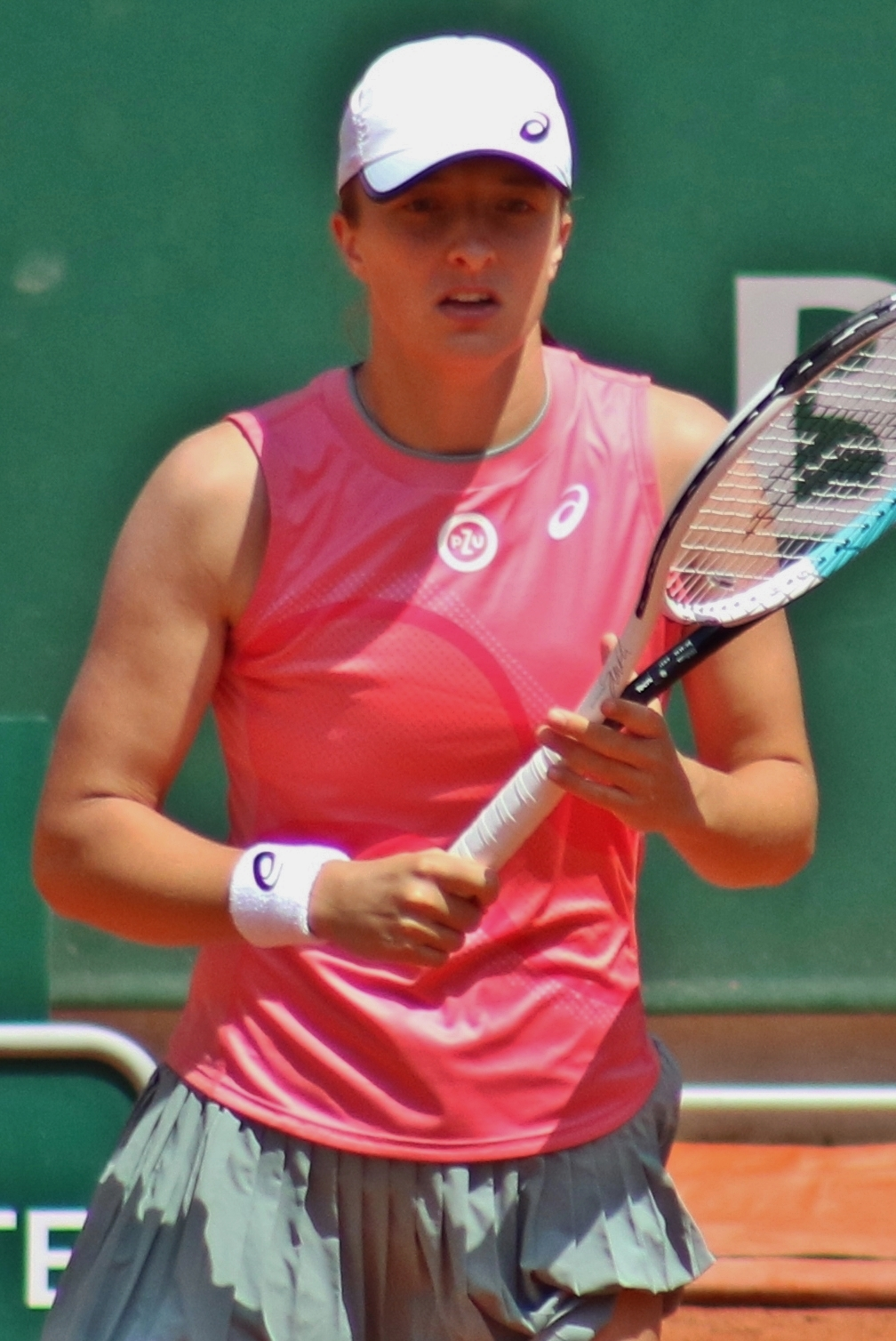
Iga Świątek à Roland-Garros en 2021.

Iga commence l'année en confirmant progressivement sa fin de saison passée. Pour son premier tournoi majeur de l'année à l'Open d'Australie, elle passe Arantxa Rus, Camila Giorgi et Fiona Ferro sans perdre un set. Elle s'incline en huitième face à la tête de série no 2 Simona Halep (6-3, 1-6, 4-6) dans un match d'1 h 50 min. La semaine suivante au WTA 500 d'Adélaïde, elle passe en deux manches Madison Brengle, la qualifiée Maddison Inglis puis profite de l'abandon de Danielle Collins avant de se qualifier pour la finale en écartant Jil Teichmann. Iga s'impose facilement (6-2, 6-2) face à Belinda Bencic pour remporter son second titre en carrière. En mars, elle ne dépasse pas le troisième tour à Dubaï puis Miami, battue respectivement par Garbiñe Muguruza et Ana Konjuh.
Sur la terre battue de Madrid, elle s'incline en huitième de finale (5-7, 4-6) face à la numéro 1 mondiale, Ashleigh Barty. À Rome, elle bénéficie d'un abandon au premier tour contre Alison Riske, puis passe l'Américaine Madison Keys avant d'éprouver bien plus de difficultés (3-6, 7-65, 7-5) face à la Tchèque Barbora Krejčíková pour se hisser en quart de finale, sauvant deux balles de match au passage. Elle s'achemine jusqu'en finale avec ses victoires sur la tête de série no 5 Elina Svitolina (6-2, 7-5) et sur Coco Gauff (7-63, 6-3). En seulement 46 minutes, Świątek écrase avec un double bagel la Tchèque Karolína Plíšková (6-0, 6-0) et remporte son premier tournoi WTA 1000. Grâce à ce titre, la Polonaise intègre le top 10 pour la première fois de sa jeune carrière et se hisse à la neuvième place mondiale.
Annoncée favorite pour Roland-Garros, dont elle est la tenante du titre, la Polonaise commence son tournoi par des victoires en deux sets sur Kaja Juvan, Rebecca Peterson, Anett Kontaveit et Marta Kostyuk pour arriver en quarts. Świątek est par ailleurs la seule rescapée du top 10 WTA en quart de finale. Elle y est cependant éliminée (4-6, 4-6) en 1 h 35 par la Grecque María Sákkari. Elle atteint en parallèle la finale du tournoi en double dames aux côtés de Bethanie Mattek-Sands. Pour sa première finale de Grand Chelem en double, elle s'incline avec sa partenaire en deux manches (4-6, 2-6) face à la paire tchèque composée de Barbora Krejčíková (déjà lauréate en simple dames) et Kateřina Siniaková.
Sur gazon à Wimbledon, elle tombe en huitièmes de finale sur une excellente Ons Jabeur (7-5, 1-6, 1-6) en 1 h 41 min de jeu.
Elle connaît de nouvelles déceptions durant l'été, d'abord aux Jeux olympiques de Tokyo où Paula Badosa met fin à son parcours dès le deuxième tour, puis à Cincinnati où elle échoue au même stade, encore une fois contre Ons Jabeur.
Pour l'US Open, Iga essaye de rebondir après ces dernières semaines. Elle passe proche de la sortie au deuxième tour face à la Française Fiona Ferro (3-6, 7-63, 6-0), ressortant de ce match en larmes à cause de sa grande fébrilité. Elle arrive en huitièmes de finale où elle s'incline (612-7, 3-6) en un peu plus de deux heures face à Belinda Bencic malgré un tie-break très accroché.
En septembre à Ostrava, elle bat la prometteuse Elena Rybakina en quart de finale (7-65, 6-2) puis perd aux portes de la finale contre María Sákkari en deux manches (4-6, 5-7). Début octobre, Jeļena Ostapenko la freine (4-6, 3-6) en huitièmes de finale au tournoi d'Indian Wells.
Pour le Masters à Guadalajara au Mexique, Świątek est placée dans le groupe Chichén Itzá. Elle perd ses deux premiers matchs de poule face à María Sákkari (2-6, 4-6) en 1 h 26 min et Aryna Sabalenka (6-2, 2-6, 5-7) en 2 h 18 min. Déjà éliminée de la compétition, elle s'offre Paula Badosa (7-5, 6-4) en 1 h 39 min pour remporter sa première victoire aux WTA Finals.
Cette décevante deuxième partie de saison l'amène début décembre à se séparer de Piotr Sierzputowski, son entraîneur depuis plus de cinq ans, celui qui l'a menée vers son titre de Grand Chelem : « Ce changement est vraiment un défi pour moi et cette décision n’a pas été facile à prendre non plus […] J'ai découvert que parfois dans notre vie professionnelle, nous avons besoin de changements pour nous développer davantage, pour évoluer… »

### 2022:2eRoland-Garros,1erUS Open,37 victoiresconsécutives etno1mondiale incontestée
Son nouvel entraîneur est Tomasz Wiktorowski, qui fut de 2011 à 2018 l'entraîneur d'Agnieszka Radwańska. Świątek commence par la défense de son titre au WTA 500 d'Adélaïde. Elle passe Daria Saville, puis la récente finaliste de l'US Open 2021, Leylah Fernandez et Victoria Azarenka dans une rencontre décousue. Elle tombe contre la locale et numéro 1 mondiale, Ashleigh Barty (2-6, 4-6) qui remportera le titre.
Pour son premier tournoi majeur de l'année à l'Open d'Australie, elle passe Harriet Dart, Rebecca Peterson et Daria Kasatkina sans perdre un set. La Polonaise se sort miraculeusement de son match face à Sorana Cîrstea avec un niveau de jeu moyen (5-7, 6-3, 6-3) après deux heures et demie de jeu. En quart de finale, elle fait face à la surprise Kaia Kanepi. Un match très disputé, dur émotionnellement, de plus de trois heures la voit s'imposer (4-6, 7-62, 6-3) et atteindre pour la première fois le dernier carré à Melbourne. Hors du coup, elle perd sèchement (4-6, 1-6) en 1 h 18 min contre une joueuse très inspirée, l'Américaine Danielle Collins, manquant de peu une revanche contre Ashleigh Barty en finale. Grâce à ce parcours, elle fait un bond de cinq places dans la hiérarchie et atteint la quatrième place mondiale.
En février, elle s'incline au deuxième tour à Dubaï contre Jeļena Ostapenko (6-4, 1-6, 64-7) qui remporte le tournoi quelques jours plus tard. Mais renoue avec le succès en gagnant à Doha son premier tournoi depuis neuf mois. Elle bat sur son parcours Viktorija Golubic en trois set, Daria Kasatkina et trois joueuses du top 10 : Aryna Sabalenka, María Sákkari pour la première fois en quatre confrontations, puis Anett Kontaveit en finale (6-2, 6-0).
Au tournoi d'Indian Wells, Iga passe difficilement dans les premiers tours : Anhelina Kalinina, Clara Tauson et Angelique Kerber en perdant à chaque fois le premier set. Puis elle laisse un jeu à Madison Keys en seulement 56 minutes et se qualifie pour la finale en sortant Simona Halep (7-66, 6-4) après 1 h 49 min de jeu. En 1 h 20 min, elle s'adjuge le titre face à María Sákkari, une nouvelle fois (6-4, 6-1). Grâce à ce nouveau WTA 1000, elle passe numéro deux mondiale.
Elle enchaîne avec le tournoi de Miami. En battant Viktorija Golubic pour son entrée en lice, elle s'assure de devenir numéro 1 mondiale devant l'Espagnole Paula Badosa à l'issue du tournoi, à la suite de la retraite anticipée d'Ashleigh Barty. Świątek est ainsi la première Polonaise à atteindre la place de numéro 1 mondiale. Elle s'impose ensuite successivement contre Madison Brengle, Coco Gauff, Petra Kvitová et Jessica Pegula, à chaque fois en deux manches, pour atteindre une nouvelle finale. Elle y vainc facilement l'ancienne numéro 1 mondiale Naomi Osaka en 1 h 19 min (6-4, 6-0), décrochant ainsi son troisième tournoi WTA 1000 consécutif. Elle devient la quatrième joueuse de l'histoire à accomplir le Sunshine Double (doublé Indian Wells-Miami la même année) après Steffi Graf (en 1996), Kim Clijsters (en 2005) et Victoria Azarenka (en 2016),.
Pour commencer la saison sur terre battue, elle remporte le tournoi de Stuttgart en ne concédant qu'un set, contre la Russe Liudmila Samsonova en demi-finale (64-7, 6-4, 7-5). Elle domine ensuite nettement Aryna Sabalenka en finale (6-2, 6-2). Elle reprend la compétition à Rome en tant que tenante du titre, où elle élimine Elena-Gabriela Ruse, Victoria Azarenka, Bianca Andreescu puis Aryna Sabalenka, avant de conserver son titre en battant Ons Jabeur en finale (6-2, 6-2), sans avoir perdu de set de la semaine.
Durant le deuxième Grand Chelem de l'année à Roland-Garros, elle s'impose contre Lesia Tsurenko, Alison Riske et Danka Kovinić pour rejoindre les huitièmes de finale, où elle renverse la Chinoise Zheng Qinwen et perd à cette occasion le seul set de son tournoi (65-7, 6-0, 6-2) après 2 h 45 min de jeu. Elle s'impose ensuite contre Jessica Pegula (6-3, 6-2) en quart de finale, puis Daria Kasatkina en demi-finale (6-2, 6-1). Lors de la finale, Iga affronte et bat sans ménagement Coco Gauff en 1 h 8 min (6-1, 6-3) pour remporter son deuxième Roland-Garros. Elle empoche ainsi un 6e titre consécutif et une 35e victoire consécutive, égalant le record de Venus Williams au XXIe siècle.
Elle renonce ensuite à disputer le tournoi de Berlin à cause d'une gêne à l'épaule et arrive à Wimbledon sans match de préparation sur gazon. Lors de la troisième levée du Grand Chelem de l'année, elle est battue au troisième tour (4-6, 2-6) par la Française Alizé Cornet, trente-septième mondiale, qui met fin à sa série de 37 victoires consécutives. Ces 37 matchs gagnés à la suite par Świątek constituent un nouveau record au XXIe siècle et la plus longue série de victoires depuis celle de Martina Hingis en 1997.
Par la suite, elle est battue à plusieurs reprises : à domicile en quart de finale de l'Open de Varsovie par Caroline Garcia (1-6, 6-1, 4-6), au troisième tour de la Coupe Rogers à Toronto par Beatriz Haddad Maia (4-6, 6-3, 5-7), puis de nouveau au troisième tour à Cincinnati par Madison Keys (3-6, 4-6). Elle aborde alors l'US Open, dernier Grand Chelem de l'année, en manque de repères. Elle parvient à se hisser en deuxième semaine du tournoi en battant en deux sets l'Italienne Jasmine Paolini et les Américaines Sloane Stephens, vainqueur du tournoi en 2017, et Lauren Davis. Elle réussit plus difficilement à remporter les matchs suivants, d'abord le huitième de finale contre l'Allemande Jule Niemeier (2-6, 6-4, 6-0), puis la demi-finale contre Aryna Sabalenka (3-6, 6-1, 6-4). En finale contre Ons Jabeur, elle parvient à délivrer un niveau de jeu supérieur à son adversaire et meilleur que lors des matchs précédents, lui permettant ainsi de gagner son troisième titre majeur (6-2, 7-65), le deuxième de l'année, et de devenir la première Polonaise à gagner l'US Open.
Elle termine l'année en enchaînant deux finales : à Ostrava contre la locale Barbora Krejčíková où elle subit sa première défaite en finale depuis trois ans au terme d'un match disputé (7-5, 64-7, 3-6) et à San Diego, après avoir battu Coco Gauff (6-0, 6-3) en quarts et Jessica Pegula (4-6, 6-2, 6-2) en demies. Elle domine en finale la Croate Donna Vekić en trois sets (6-3, 3-6, 6-0) pour remporter son huitième titre de la saison.
Elle dispute début novembre le Masters de fin d'année pour la deuxième fois de sa carrière. Elle enchaîne trois victoires au premier tour contre la Russe Daria Kasatkina (6-2, 6-3), la Française Caroline Garcia (6-3, 6-2) et l'Américaine Coco Gauff (6-3, 6-0), qu'elle bat pour la cinquième fois en autant de confrontations. Elle s'incline néanmoins en demi-finale contre la Biélorusse Aryna Sabalenka (2-6, 6-2, 1-6).
Iga et Rafael Nadal sont respectivement sacrés championne et champion du monde de l'ITF le 15 décembre 2022, tous deux ayant décroché deux titres du Grand Chelem durant l'année.

### 2023:3eRoland-Garros,1erMasters, rivalité avec Aryna Sabalenka etno1mondiale en fin d'année

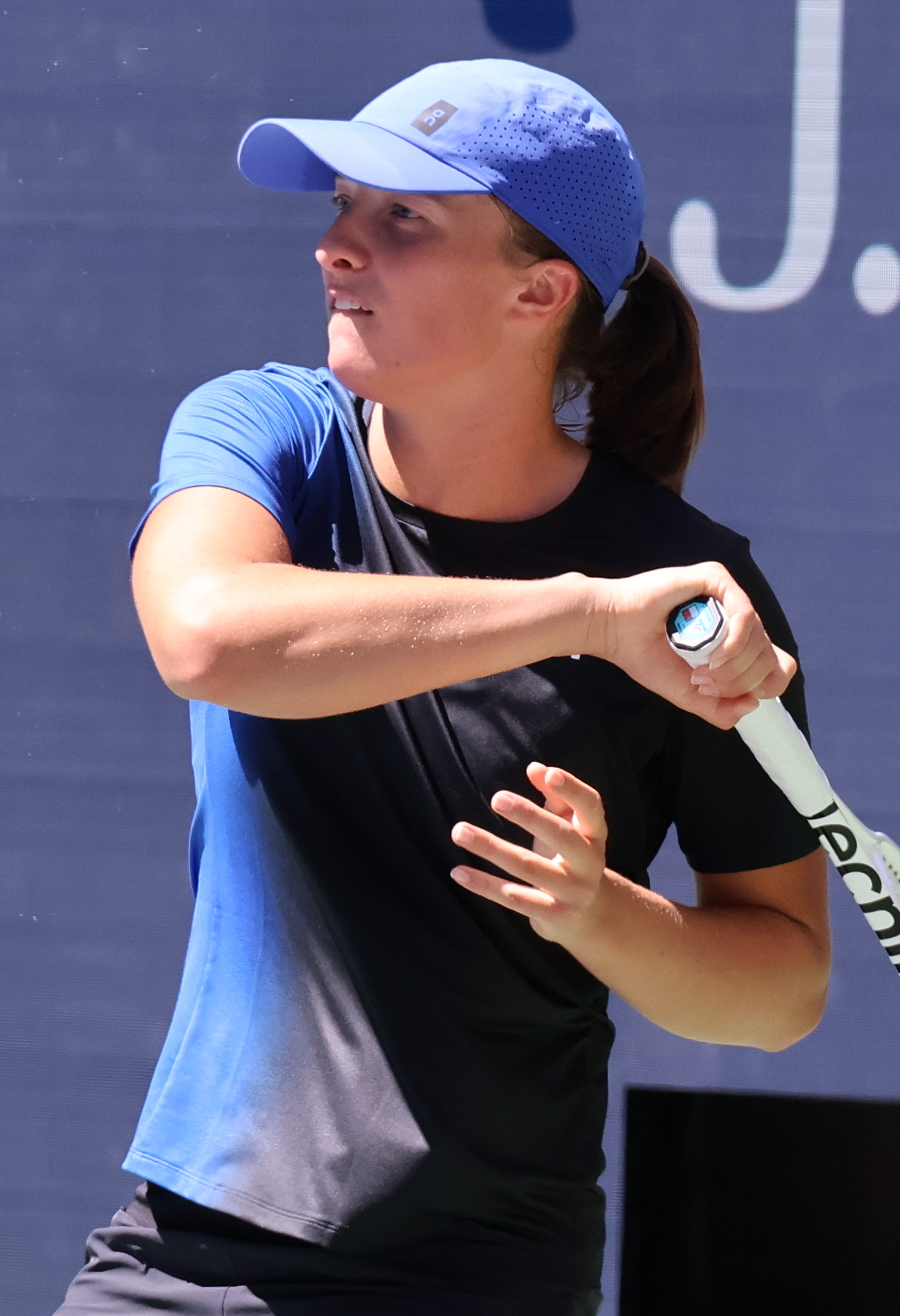
Iga Świątek à l'US Open 2023.

Świątek commence l'année par un huitième de finale à l'Open d'Australie, dont elle est la grande favorite. Éliminant aux trois premiers tours Jule Niemeier (6-4, 7-5), Camila Osorio (6-2, 6-3) et la qualifiée Cristina Bucșa (6-0, 6-1), elle se fait surprendre par la Kazakhstanaise Elena Rybakina (4-6, 4-6), vainqueur du dernier Wimbledon.
Un mois plus tard, elle défend son titre à Doha en tant que n°1 mondiale. Elle accède à la finale en ne cédant que deux jeux sur son parcours : elle élimine sèchement l'Américaine Danielle Collins au deuxième tour et la Russe Veronika Kudermetova en demi-finale sur le même score (6-0, 6-1), et profite  du forfait de la Suissesse Belinda Bencic en quarts. En finale, elle retrouve la numéro quatre Jessica Pegula et l'emporte aisément (6-3, 6-0) pour remporter son premier titre de l'année. Elle enchaîne la semaine suivante à Dubaï en s'imposant facilement contre Leylah Fernandez (6-1, 6-1) et Liudmila Samsonova (6-1, 6-0) aux deux premiers tours et en profitant du forfait de Karolína Plíšková pour arriver en demi-finale sans fatigue. Elle élimine l'Américaine sixième mondiale Coco Gauff en demie (6-4, 6-2) pour disputer sa deuxième finale de l'année. Elle s'incline cependant contre l'ancienne n°2 mondiale Barbora Krejčíková (4-6, 2-6), pour la deuxième fois en deux finales disputées face à la Tchèque.
La semaine suivante, elle entame la défense de son titre à Indian Wells. Elle s'impose contre l'Américaine Claire Liu (6-0, 6-1), les anciennes vainqueurs de l'US Open Bianca Andreescu (6-3, 7-6) et Emma Raducanu (6-3, 6-1) et une des surprises du tournoi, la Roumaine Sorana Cîrstea (6-2, 6-3) tombeuse de Caroline Garcia. En demi-finale, comme à l'Open d'Australie, elle perd sèchement contre la Kazakhstanaise Elena Rybakina (2-6, 2-6). Blessée aux côtes, elle renonce à défendre son titre à Miami dans le courant du mois de mars.
Fin avril, elle défend son titre à Stuttgart avec brio : elle élimine Zheng Qinwen (6-1, 6-4), l'ancienne numéro un Karolína Plíšková (4-6, 6-1, 6-2) et profite de l'abandon de la quatrième mondiale Ons Jabeur (3-0 ab.) pour aller en finale. Elle retrouve sa dauphine au classement mondial, Aryna Sabalenka, déjà finaliste l'année passée et vainqueur de l'Open d'Australie quelques mois plus tôt. Elle s'impose (6-3, 6-4) et remporte son treizième titre, le deuxième consécutif à Stuttgart. Elle dispute la semaine suivante le tournoi de Madrid en n'ayant aucun point à défendre. Elle bat facilement l'Autrichienne Julia Grabher et l'Américaine Bernarda Pera sur le même score (6-3, 6-2). Son huitième de finale est plus difficile mais elle s'impose tout de même contre la Russe Ekaterina Alexandrova (6-4, 6-73, 6-3), demi-finaliste l'année passée. Par la suite, elle ne laisse que trois jeux à Petra Martić (6-0, 6-3) en quart de finale et élimine comme à Doha la Russe Veronika Kudermetova (6-1, 6-1) en demie. Elle accède donc à la finale et y rencontre de nouveau la Biélorusse Aryna Sabalenka qui prend sa revanche de Stuttgart (3-6, 6-3, 3-6).
Elle arrive à Rome la semaine suivante en tant que tenante du titre et élimine sèchement l'ancienne finaliste de Roland-Garros Anastasia Pavlyuchenkova (6-0, 6-0), l'Ukrainienne Lesia Tsurenko (6-2, 6-0) ainsi que la Croate Donna Vekić (6-3, 6-4). Elle accède aux quarts de finale mais voit pour la troisième fois de la saison la Kazakhstanaise Elena Rybakina lui barrer la route, au cours d'un match durant lequel elle est contrainte à l'abandon (6-2, 6-73, 2-2 ab.), touchée à la cuisse droite.
Świątek défend à nouveau son titre à Roland-Garros et compte parmi les favorites avec la Biélorusse Aryna Sabalenka et la Kazakhstanaise Elena Rybakina, qui déclare cependant forfait avant le troisième tour.
Elle se défait très facilement de ses adversaires lors des trois premiers tours, l'Espagnole Cristina Bucșa, l'Américaine Claire Liu (6-4, 6-0 pour les deux matchs), et la Chinoise Wang Xinyu à qui elle inflige même un 6-0, 6-0.
En huitième de finale, elle profite de l'abandon de l'Ukrainienne Lesia Tsurenko à la fin du premier set (5-1 ab.).
Elle retrouve en quart de finale l'Américaine Coco Gauff pour une revanche de la finale de l'année précédente, sans que celle-ci ne parvienne à la déstabiliser (6-4, 6-2).
En demi-finale, la Brésilienne Beatriz Haddad Maia est la première adversaire du tournoi à la pousser dans ses retranchements, notamment lors du très long second set conclu au jeu décisif (6-2, 7-67).
Elle affronte en finale la surprenante Tchèque Karolína Muchová, alors no 43 et tombeuse de la no 2 mondiale, la Biélorusse Aryna Sabalenka, au tour précédent.
Elle remporte pour la troisième fois le titre à Roland-Garros, son quatrième titre du Grand Chelem, au terme d'un match qu'elle maîtrise du début jusqu'au milieu du deuxième set, où elle cède face au stress et à l'amélioration du jeu de la Tchèque, avant de se remobiliser et l'emporter en 2 h 47 min (6-2, 5-7, 6-4).

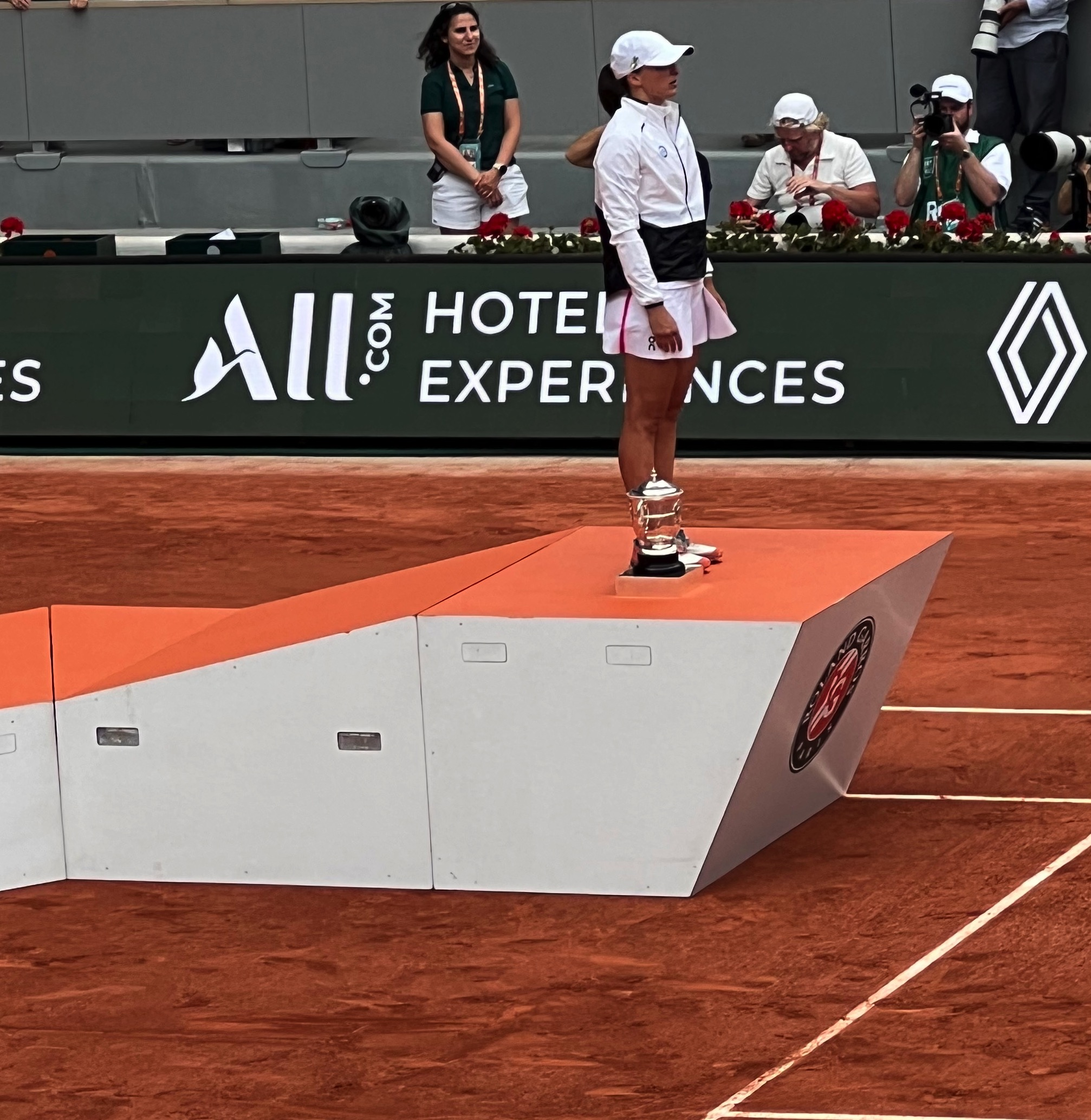
Iga Świątek au côté de son trophée lors des Internationaux de France 2023.

Reprenant la compétition sur le gazon de Bad Homburg, elle renverse l'Allemande Tatjana Maria, demi-finaliste à Wimbledon l'année passée (5-7, 6-2, 6-0) et sort en deux sets la qualifiée Jil Teichmann (6-3, 6-1) et la Russe Anna Blinkova (6-3, 6-2). Arrivée en demi-finale où elle doit affronter l'Italienne Lucia Bronzetti, elle déclare forfait quelques jours avant Wimbledon à cause d'une possible intoxication alimentaire. À Wimbledon, elle se qualifie sans perdre un set pour les huitièmes de finale,,, où elle sauve deux balles de match puis s'impose en 3 h 3 min face à la Suissesse Belinda Bencic (64-7, 7-62, 6-3). Pour la première fois de sa carrière, elle atteint les quarts de finale du tournoi londonien, mais elle s'y incline contre l'Ukrainienne Elina Svitolina en 2 h de jeu (5-7, 7-65, 2-6).
De retour sur dur à Varsovie, sa ville natale, fin juillet, elle remporte son premier WTA 250 sans concéder de set, après des victoires sur l'Ouzbek Nigina Abduraimova (6-4, 6-3), l'Américaine Claire Liu (6-2, 6-2), la jeune Tchèque Linda Nosková (6-1, 6-4), la Belge Yanina Wickmayer (6-1, 7-66) et l'Allemande Laura Siegemund à qui elle ne laisse qu'un seul jeu en finale (6-0, 6-1). Elle s'envole une semaine plus tard en direction de Montréal pour démarrer la tournée américaine. Elle commence par se défaire de deux Tchèques, Karolína Plíšková (7-66, 6-2) pour la troisième fois de la saison et Karolína Muchová, qu'elle retrouve après leur dernier duel en finale de Roland-Garros (6-1, 4-6, 6-4). Elle améliore ainsi sa meilleure performance à l'Open du Canada en y disputant un quart de finale contre la qualifiée américaine Danielle Collins, qui lui prend un set (6-3, 4-6, 6-2). Arrivée en demi-finale, elle affronte la n°4 mondiale Jessica Pegula, à qui elle n'avait laissé que trois jeux en finale de Doha lors de leur dernière confrontation. Au terme d'un match décousu ponctué par 19 breaks et où Świątek se montre en grande difficulté sur son service et en coup droit, l'Américaine parvient à prendre sa revanche en s'imposant en trois sets (2-6, 7-64, 4-6),.
La semaine suivante, elle atteint pour la première fois de sa carrière les demi-finales au tournoi de Cincinnati. Elle retrouve Danielle Collins pour son premier match, qu'elle domine cette fois aisément (6-1, 6-0), puis bat la Chinoise Zheng Qinwen (3-6, 6-1, 6-1) et la récente vainqueur de Wimbledon Markéta Vondroušová (7-63, 6-1) en quart de finale. Opposée ensuite à Coco Gauff, qu'elle avait jusqu'alors toujours battue en sept confrontations sans concéder le moindre set, elle échoue aux portes de la finale après un nouveau match en trois sets (62-7, 6-3, 4-6).
Tenante du titre à l'US Open, elle passe sans encombre ses trois premiers tours contre la Suédoise Rebecca Peterson (6-0, 6-1), l'Australienne Daria Saville (6-3, 6-4) et la Slovène qualifiée Kaja Juvan (6-0, 6-1) pour filer en huitièmes de finale. Confrontée à la Lettone Jeļena Ostapenko qu'elle n'a encore jamais battu en trois confrontations, elle ne trouve toujours pas les clefs contre son adversaire, qui pratique un tennis à haut risque et est renversée en trois manches (6-3, 3-6, 1-6). Cette défaite prématurée profite à la Biélorusse Aryna Sabalenka qui prend la place de numéro un mondiale pour la première fois de sa carrière. La Polonaise rétrograde quant à elle au deuxième rang au classement WTA après 75 semaines passées à la première place. Il s'agit du troisième plus long règne de l'histoire chez les femmes lors de leur première accession à la première place mondiale, derrière ceux de Steffi Graf (186 semaines) et de Martina Hingis (80 semaines).
Le 25 septembre, Świątek passe sa 100e semaine consécutive dans le top 10 du classement WTA, devenant la deuxième joueuse polonaise à franchir ce cap après Agnieszka Radwańska.
Elle reprend le circuit fin septembre pour la tournée asiatique. À Tokyo, elle élimine la locale Mai Hontama (6-4, 7-5) mais déçoit en quart de finale où elle est battue pour la première fois par la Russe Veronika Kudermetova (2-6, 6-2, 4-6), à qui elle n'avait concédé que 10 jeux lors de leurs quatre précédentes confrontations cumulées. Elle dispute ensuite pour la première fois le WTA 1000 de Pékin et assume son statut de tête de série numéro deux en sortant Sara Sorribes Tormo (6-4, 6-3), les Françaises Varvara Gracheva (6-4, 6-1) et Caroline Garcia (68-7, 7-65, 6-1 en 2 h 38 min) ainsi que sa compatriote Magda Linette à qui elle ne cède que deux jeux (6-1, 6-1). Elle rencontre la troisième mondiale Coco Gauff, vainqueur de l'US Open, dans un choc qui promet mais qui tourne nettement à l'avantage de la Polonaise (6-2, 6-3). Elle se qualifie ainsi pour sa troisième finale en WTA 1000 de l'année. Elle y efface facilement la Russe Liudmila Samsonova (6-2, 6-2) et remporte son quatrième titre de la saison, le premier de sa carrière en Chine et le premier en WTA 1000 depuis le tournoi de Rome 2022.
Elle se rapproche alors de nouveau de la première place, étant revenue à 590 points d'Aryna Sabalenka avant de disputer le Masters.
Fin octobre elle dispute le Masters de fin d'année pour la troisième fois à Cancun. Elle y brille lors des phases de poules en tombant la vainqueur de Wimbledon, Markéta Vondroušová (7-6, 6-0), la jeune vainqueur de l'US Open, Coco Gauff en lui infligeant un 6-0 dans la première manche (6-0, 7-5) et bat la Tunisienne Ons Jabeur en ne laissant que trois jeux à son adversaire (6-1, 6-2). Elle rencontre alors en demi-finale la n°1 mondiale Aryna Sabalenka et s'impose (6-3, 6-2) dans un match perturbé par la météo. Elle rencontre alors en finale l'Américaine Jessica Pegula qui n'a pas perdu un seul set dans le tournoi et remporte son premier Masters en moins d'une heure et en écrasant la cinquième joueuse mondiale (6-1, 6-0). A l'issue de cette victoire elle retrouve la tête du classement WTA au détriment d'Aryna Sabalenka.

### 2024:4eRoland-Garros et quatre autres titres, mais médaille de bronze aux JO et perte de la place de numéro une
Faisant partie des favorites, elle joue mi-janvier l'Open d'Australie et hérite d'un tableau difficile. Elle gagne contre l'ancienne no 4 Sofia Kenin (7-6, 6-2) au premier tour puis contre une autre Américaine, Danielle Collins, finaliste du tournoi il y a deux ans (6-4, 3-6, 6-4). Elle rencontre au troisième tour la jeune Tchèque Linda Nosková, novice à ce stade en Grand Chelem qui crée la surprise et renverse la Polonaise (3-6, 6-3, 6-4). Double tenante du titre à Doha, elle remporte une troisième fois le tournoi en capitale qatari. Elle efface sur son parcours la Roumaine Sorana Cîrstea (6-1, 6-1), la Russe Ekaterina Alexandrova (6-1, 6-4), ne laisse que quatre jeux à la Biélorusse ancienne n°1 mondiale Victoria Azarenka (6-4, 6-0) puis, comme l'année passée, profite du forfait de la Tchèque Karolína Plíšková en demi-finale. Elle est confrontée à la Kazakhe Elena Rybakina en finale, vainqueure de deux titres en ce début de saison dont le tournoi d'Abou Dhabi la semaine précédente. Elle sort son adversaire en deux manches (7-6, 6-2), signant sa première victoire contre elle depuis trois ans et devenant au passage la joueuse la plus titrée dans l'histoire du tournoi qatari. Elle continue de s'imposer en deux sets pour le deuxième WTA 1000 de la saison à Dubaï, remportant des victoires contre les anciennes numéros trois Sloane Stephens (6-4, 6-4) et Elina Svitolina (6-1, 6-4) et gagnant sans difficulté contre la jeune Chinoise Zheng Qinwen (6-3, 6-2), finaliste du dernier Open d'Australie. Alors qu'elle reste la seule tête de série du dernier carré, elle perd en deux manches pour la première fois depuis près d'un an contre la révélation du tournoi, la Russe Anna Kalinskaya (4-6, 4-6), quart de finaliste au dernier Open d'Australie. Elle permet à son adversaire de disputer sa première finale en WTA 1000.
Tête de série no 1 pour le WTA 1000 d'Indian Wells, Świątek fait partie des favorites. Lors du premier tour de la compétition, elle sort de nouveau Danielle Collins, sur le score de (6-3, 6-0), puis bat la jeune Tchèque Linda Nosková, prenant ainsi sa revanche de sa défaite prématurée à l'Open d'Australie. La Polonaise remporte le match sur le score de (6-4, 6-0). Lors des huitièmes de finales, c'est la joueuse kazakhe Yulia Putinseva qu'elle bat aisément sur le score de (6-1, 6-2). Iga Świątek profite ensuite du forfait de l'ancienne no 1 mondiale danoise Caroline Wozniacki, blessée au pied droit et ne pouvant continuer le match. Accédant ainsi à la demi-finale, c'est l'Ukrainienne Marta Kostyuck, 31e au classement WTA, qui fait les frais de la Polonaise, sur le score de (6-2, 6-1).
La finale l'oppose ainsi à Maria Sakkari, tête de série no 9 et tombeuse de Coco Gauff en demi-finale. Swiatek remporte la finale sans trembler sur le score de (6-4, 6-0), et gagne Indian Wells sans perdre le moindre set, concédant seulement 21 jeux en 6 matchs. À 22 ans, elle inscrit à son palmarès un 19e titre en carrière et un 8e WTA 1000. Parmi ses 19 titres acquis, neuf d'entre eux ont été gagnés sans perdre le moindre set. La Polonaise confirme par ces chiffres sa place de no 1 au classement WTA. Elle enchaîne logiquement avec le deuxième WTA 1000 floridien à Miami où elle ne laisse que deux jeux à Camila Giorgi (6-1, 6-1) mais a beaucoup plus de difficultés contre Linda Nosková (6-7, 6-4, 6-4) qu'elle rencontre pour la troisième fois en ce début de saison. Elle cède en huitième de finale, son élimination la plus précoce dans cette catégorie de tournoi depuis un an et demi contre la Russe Ekaterina Alexandrova (4-6, 2-6).
Double tenante du titre à Stuttgart, elle s'envole vers l'Allemagne pour défendre ses points. Elle remporte sur la terre battue intérieure ses matchs contre la Belge Elise Mertens (6-3, 6-4) et l'invitée Britannique Emma Raducanu (7-6, 6-3) avant de perdre pour la première fois dans le tournoi contre la Kazakhe Elena Rybakina (3-6, 6-4, 3-6), numéro quatre mondiale qui prend sa revanche de Doha. Lors du Tournoi de tennis de Madrid, elle prend sa revanche sur sa rivale Aryna Sabalenka, qui l’avait battue en finale en 2023, et remporte au cours d’un marathon de 3h11 (7-5, 4-6, 7-6) au cours duquel elle sauve trois balles de match le titre qui lui manquait sur terre battue. Elle s'était défaite auparavant sans soucis de la Chinoise Wang Xiyu (6-1, 6-4), de nouveau de la Roumaine Sorana Cîrstea (6-1, 6-1) et de la locale Sara Sorribes Tormo (6-1, 6-0), quart de finaliste il y a deux ans. Elle lâche un set en quarts de finale contre la Brésilienne Beatriz Haddad Maia, demi-finaliste de Roland Garros l'année passée (4-6, 6-0, 6-2) mais écrase Madison Keys qui réussit son meilleur parcours jusqu'alors en terre madrilène (6-1, 6-3). Elle s'offre le trophée aux dépens de la double tenante du titre qui l'avait sortie en finale en 2023, la no 2 mondiale Aryna Sabalenka dans un dixième duel contre la Biélorusse.
Elle enchaîne avec le tournoi de Rome et confirme sa suprématie sur terre battue en sortant sans lâcher de sets la qualifiée Américaine Bernarda Pera (6-0, 6-2), la Kazakhe Yulia Putintseva (6-3, 6-4), quart de finaliste à Madrid la semaine précédente, l'ancienne no 1 mondiale Angelique Kerber (7-5, 6-3) et de nouveau l'Américaine Madison Keys sur le même score qu'à Madrid. En demi-finale, elle rencontre une nouvelle fois la jeune Coco Gauff et la sort pour la dixième fois de sa carrière en onze confrontations (6-4, 6-3). Elle retrouve Aryna Sabalenka en finale et obtient une victoire plus facile qu'à Madrid (6-2, 6-3) pour gagner son quatrième WTA 1000 de la saison et son troisième titre à Rome, rejoignant ainsi Margaret Smith Court, Maria Bueno et Maria Sharapova au nombre de victoires en capitale italienne. Elle arrive à Roland Garros en tant que grande favorite et gagne logiquement son premier tour contre la qualifiée Française Léolia Jeanjean (6-1, 6-2). Elle voit la Japonaise Naomi Osaka se mettre sur sa route au second tour. L'ancienne n°1 la domine d'abord, réussissant à mener un set et cinq jeux à deux dans la troisième manche et à obtenir une balle de match. Néanmoins, la Polonaise revient à la hauteur et renverse le cours du jeu, en remportant le match (7-6, 1-6, 7-5). Après ces émotions, Iga Swiatek se débarrasse de la Tchèque Marie Bouzková (6-4, 6-2) qui n'avait jamais atteint le troisième tour du tournoi parisien, et ne laisse aucune chance à la Russe Anastasia Potapova en huitièmes de finale (6-0, 6-0), stade que son adversaire n'avait jamais atteint en Grand Chelem. Elle sort deux gros matchs contre les anciennes finalistes Markéta Vondroušová (6-0, 6-2) en quarts de finale et Coco Gauff (6-2, 6-4), respectivement no 6 et no 3 mondiales. C'est également la troisième édition de suite qu'elle sort l'Américaine. Elle rencontre en finale l'Italienne Jasmine Paolini qui n'avait jamais fait mieux qu'un deuxième tour à Roland Garros. Après un début de match équilibré, elle domine largement son adversaire pour remporter le titre (6-2, 6-1) en 1h20. Elle s'offre ainsi son quatrième Roland Garros, égalisant le record de la Belge Justine Henin et de l'Américaine Helen Wills en nombre de titres et égalant le record en ère Open du nombre de titres consécutifs remportés à Paris.
Elle s'envole pour la Grande-Bretagne et le tournoi de Wimbledon début juillet et confirme ses difficultés sur gazon en sortant dès le troisième tour, renversée par la Kazakh Yulia Putintseva (6-3, 1-6, 2-6) qui goûte pour la première fois au troisième tour du Majeur londonien et qu'elle avait pourtant dominé déjà deux fois cette saison-là. Elle s'était débarrassée sur les deux premiers tours de l'ancienne numéro quatre Sofia Kenin (6-3, 6-4) et de la Croate Petra Martić (6-4, 6-3).
Lors des Jeux olympiques de Paris, organisés à Roland-Garros, elle fait figure de grande favorite, mais elle s'incline en demi-finale face à la future championne olympique, Zheng Qinwen (6-2, 7-5), avant de rapporter une médaille de bronze à son pays en s'imposant facilement dans la « petite finale » contre Anna Karolína Schmiedlová (6-2, 6-1).
À l'occasion de la tournée américaine, elle décide de faire l'impasse sur l'Open du Canada mais joue à Cincinnati, rencontrant quelques difficultés à se défaire de la Française Varvara Gracheva (6-0, 6-7, 6-2) puis effaçant facilement Marta Kostyuk (6-2, 6-2). Elle sort du piège de sa très jeune adversaire Russe, Mirra Andreeva (4-6, 6-3, 7-5) pour aller défier sa rivale, Aryna Sabalenka contre qui elle cède pour la première fois depuis un an (3-6, 3-6) en demi-finale du tournoi, s'arrêtant à ce stade pour la deuxième année consécutive. Tête de série numéro une à l'US Open, elle se défait de la repêchée Kamilla Rakhimova (6-4, 7-6) puis beaucoup plus facilement de la qualifiée japonaise Ena Shibahara (6-0, 6-1), spécialiste de double et qui joue son premier tournoi du Grand Chelem en simple. Elle s'impose de nouveau contre deux Russes, Anastasia Pavlyuchenkova (6-4, 6-2) et Liudmila Samsonova (6-4, 6-1) avant de jouer la locale Jessica Pegula, numéro six mondiale. L'Américaine, plafonnant à six défaites en quarts de finale de Grand Chelem réussit enfin à ressortir victorieuse, et élimine la Polonaise (2-6, 4-6).
En octobre, elle annonce qu'elle se sépare de son entraîneur Tomasz Wiktorowski et s'associe au Belge Wim Fissette. Elle renverse le cours du jeu pour le premier match de sa quatrième participation au Masters de fin d'année contre la vainqueur de Wimbledon, Barbora Krejčíková (4-6, 7-5, 6-2) mais se fait surprendre par l'Américaine Coco Gauff qui l'élimine pour la seconde fois en treize confrontations (3-6, 4-6). Malgré un succès éclatant contre la remplaçante de Jessica Pegula, la Russe Daria Kasatkina (6-1, 6-0), elle ne parvient pas à se qualifier pour le dernier carré. Elle voit de plus durant le tournoi sa rivale Aryna Sabalenka confirmer sa place de numéro une mondiale en fin d'année.

### 2025: Championne à Wimbledon et Cincinnati, demi-finales à l'Open d'Australie, Roland Garros, Indian Wells et Madrid
La Polonaise commence la saison par une victoire sur la Tchèque spécialiste de double Kateřina Siniaková (6-3, 6-4) à l'Open d'Australie. Elle ne lâche que très peu de jeux sur les matchs suivants, déroulant contre la Slovaque Rebecca Šramková qui vient de remporter son premier match en tableau final de Grand Chelem (6-0, 6-2), contre l'ancienne vainqueur de l'US Open Emma Raducanu (6-1, 6-0) qui parvient pour la première fois ici au troisième tour. Elle s'impose aisément en huitièmes de finale contre la surprise repêchée Eva Lys (6-0, 6-1) qui joue pour la première fois en Majeur à ce stade, puis contre l'Américaine Emma Navarro, demi-finaliste du dernier US Open et numéro huit mondiale, auquel elle ne laisse que trois petits jeux (6-1, 6-2). Elle mène la rencontre contre Madison Keys, ancienne double demi-finaliste, mais s'incline au bout d'un super tie-break disputé, en ratant une balle de match (7-5, 1-6, 6-7), laissant le soin à son adversaire de jouer sa première finale à l'Open d'Australie.
Triple tenante du titre à Doha, elle élimine lors du tournoi qatari l'ancienne numéro trois María Sákkari (6-3, 6-2), puis beaucoup plus difficilement la jeune Linda Nosková (6-7, 6-4, 6-4). Confrontée à la numéro cinq, Elena Rybakina, elle remporte leur huitième face à face (6-2, 7-5) pour accéder au dernier carré. Grande favorite avec les éliminations de ses principales concurrentes (elle est la seule tête de série en demi-finale), elle voit néanmoins sa bête noire, la Lettone Jeļena Ostapenko lui barrer la route en ne marquant que quatre jeux (3-6, 1-6), et battue pour la cinquième fois en autant de confrontations. Elle remporte deux autres matchs à Dubaï contre l'ancienne numéro une Victoria Azarenka (6-0, 6-2) et face à l'Ukrainienne Dayana Yastremska (7-5, 6-0), finaliste à Linz mais s'incline en quarts contre la toute jeune Mirra Andreeva (3-6, 3-6) qui accède ainsi à sa première demi-finale en WTA 1000. La Polonaise ne laisse que des miettes à ses adversaires sur les premiers tours d'Indian Wells, s'imposant (6-2, 6-0) contre l'ancienne numéro quatre Caroline Garcia, (6-0, 6-2) face à l'Ukrainienne Dayana Yastremska et (6-1, 6-1) contre l'ancienne numéro deux Karolína Muchová, demi-finaliste du dernier US Open. Elle rallie pour la quatrième année de suite le dernier carré en sortant Zheng Qinwen (6-3, 6-3), neuvième mondiale mais voit de nouveau Mirra Andreeva, titrée à Dubaï, lui barrer la route (6-7, 6-1, 3-6).
Elle commence le tournoi de Miami solidement, avec un nouveau succès sur Caroline Garcia (6-2, 7-5), et deux autres sur la Belge Elise Mertens (6-1, 7-6) et l'Ukrainienne Elina Svitolina, ancienne numéro trois (7-6, 6-3). Elle affronte en quarts de finale la 140e mondiale et jeune surprise du tournoi, Alexandra Eala, qui a fait tomber la cinquième joueuse mondiale Madison Keys, et l'élimine à la surprise générale à Miami (2-6, 5-7). 
Pour la reprise sur terre battue européenne, elle écarte sans difficulté à Stuttgart la qualifiée Croate Jana Fett (6-2, 6-2) mais a la malchance de tomber dès les quarts de finale sur sa bête noire, Jeļena Ostapenko qui devient la première joueuse à la battre sur dur, sur gazon et sur terre (3-6, 6-3, 2-6). Elle s'envole pour Madrid, dont elle est tenante du titre, et hérite d'un tirage piégeux, rencontrant la jeune Alexandra Eala d'entrée. La Polonaise prend sa revanche en cédant le premier set (4-6, 6-4, 6-2) contre l'invitée Philippine. Elle domine ensuite deux autres jeunes, la Tchèque Linda Nosková (6-4, 6-2) et la Russe Diana Shnaider (6-0, 6-7, 6-4). Elle voit l'Américaine Madison Keys, qu'elle avait battu l'année passée en demi-finale s'opposée à elle en quarts. Contre son adversaire, vainqueur en début de saison de son premier titre en Grand Chelem à l'Open d'Australie, elle prend sa revanche après un premier set complètement raté (0-6, 6-3, 6-2). Elle voit une deuxième Américaine, la jeune Coco Gauff, lui barrer violemment la route en demi-finale, en un peu plus d'une heure (1-6, 1-6). Tenante du titre à Rome, elle ne rassure pas malgré une victoire écrasante contre l'invitée Elisabetta Cocciaretto (6-1, 6-0), perdant au tour suivant contre l'ancienne Top 10 Danielle Collins (1-6, 5-7) au troisième tour, son plus mauvais résultat en WTA 1000 depuis trois saisons.
Elle arrive à Roland Garros en tant que triple tenante du titre et commence tranquillement par deux victoires sur la Slovaque Rebecca Šramková (6-3, 6-3) -qu'elle avait déjà battu à l'Open d'Australie- et sur l'ancienne vainqueur de l'US Open Emma Raducanu (6-1, 6-2). Elle enchaîne contre Jaqueline Cristian, finaliste à Rabat (6-2, 7-5) pour se retrouver en deuxième semaine. Catastrophique contre Elena Rybakina en début de match, elle renverse la situation (1-6, 6-3, 7-5) contre l'ancienne numéro trois puis écarte l'Ukrainienne Elina Svitolina, éliminée pour la cinquième fois en autant de participations à ce niveau du tournoi (1-6, 5-7). Elle rencontre en demi-finale sa rivale Aryna Sabalenka, toujours numéro une, vainqueur à Madrid et finaliste à l'Open d'Australie. Après deux premières manches serrées, la Polonaise s'effondre (6-7, 6-4, 0-6), offrant à la Biélorusse le droit de disputer sa première finale dans le Grand Chelem parisien.
Elle revient fin juin sur le circuit à Bad Homburg et surprend les observateurs en rejoignant sa première finale sur gazon après trois victoires sans perdre de manches contre l'ancienne numéro une Victoria Azarenka (6-4, 6-4), la spécialiste de la surface Ekaterina Alexandrova (6-4, 7-6) et l'Italienne Jasmine Paolini, finaliste à Wimbledon l'année passée et numéro quatre mondiale (6-1, 6-3), remportant ainsi sa première victoire sur une Top 10 sur herbe. Elle doit néanmoins s'incliner de nouveau contre la numéro trois Jessica Pegula (4-6, 5-7) en finale.
Le 12 juillet 2025, elle remporte pour la première fois de sa carrière le tournoi de Wimbledon en s'imposant face à l'Américaine Amanda Anisimova en seulement 57 minutes, sur le score sans appel de 6-0, 6-0,,.  Plus encore, elle devient la deuxième joueuse de l’histoire, après l'Anglaise Dorothea Douglass en 1911, à s’imposer sur un tel score en finale de Wimbledon,. Il faut également remonter à 1988 pour retrouver trace d'une défaite similaire en finale d'un Majeur, il s'agissait alors de l'Allemande Steffi Graf qui s'était imposée face à la Biélorusse Natasha Zvereva lors du tournoi de Roland-Garros en seulement 34 minutes,. Elle devient la première Polonaise vainqueur de Wimbledon après les échecs de ses compatriotes Jadwiga Jędrzejowska presque un siècle plus tôt et d'Agnieszka Radwańska en 2012. Elle avait débuté le tournoi par des victoires sur la Russe Polina Kudermetova (7-5, 6-1), qui joue pour la première fois le tournoi et les Américaines Caty McNally, la seule à lui prendre un set (5-7, 6-2, 6-1) et l'ancienne Top 10 Danielle Collins (6-2, 6-3), prenant ainsi la revanche de sa défaite à Rome. Elle avait ensuite profité d'un tableau déserté par le Top 10 et effaçait en huitièmes de finale la Danoise Clara Tauson (6-4, 6-1), finaliste à Dubaï et la Russe Liudmila Samsonova (6-2, 7-5), qui joue son premier quart de finale en Grand Chelem. Rencontrant la Suissesse Belinda Bencic, de retour de grossesse et qui disputait sa deuxième demi-finale en Majeur, elle n'a laissé que deux jeux à son adversaire (6-2, 6-0) pour rejoindre la finale. Cette finale est la centième victoire de sa carrière en Grand Chelem.
Elle revient à l'occasion du WTA 1000 de Montréal et s'impose aisément devant la qualifiée Guo Hanyu (6-3, 6-1) et l'Allemande Eva Lys (6-2, 6-2) avant d'être surprise par la revancharde Clara Tauson qui n'avait jusqu'à cette édition jamais remporté de match ici (6-7, 3-6). Elle revient pour la troisième saison consécutive en demi-finale du tournoi de Cincinnati en août, après de nouveaux succès sur la Russe Anastasia Potapova (6-1, 6-4), la vétérane Sorana Cîrstea (6-4, 6-3) et une autre Russe, Anna Kalinskaya sur le score inverse (6-3, 6-4) mais également en profitant du forfait de l'Ukrainienne Marta Kostyuk. Elle se joue pour la troisième fois de l'année d'Elena Rybakina (7-5, 6-3) pour disputer la finale contre la neuvième joueuse mondiale, Jasmine Paolini. Solide, elle remporte le match (7-5, 6-4) contre l'Italienne contre qui elle n'a jamais perdu en six confrontations, et le tournoi sans avoir concédé un seul set et reprend la deuxième place mondiale aux dépends de Coco Gauff.

## Suspension pour dopage
En 2024, Iga Świątek est contrôlée positive à la trimétazidine (TMZ) lors d'un contrôle antidopage hors compétition en août 2024. Après une enquête approfondie et des analyses effectuées par plusieurs laboratoires, l'Agence internationale pour l'intégrité du tennis (en) (ITIA) détermine que la substance provenait de la contamination d'un médicament réglementé à base de mélatonine utilisé par la joueuse pour gérer le décalage horaire et les troubles du sommeil.
L'ITIA estime qu'Iga Świątek n'a pas commis de faute intentionnelle et que son niveau de négligence est faible. En conséquence, elle accepte une suspension d'un mois, dont une partie a déjà été purgée entre le 22 septembre et le 4 octobre 2024.

## Palmarès

### Titres en simple dames
| No | Date       | Nom et lieu du tournoi                | Catégorie | Dotation     | Surface      | Finaliste          | Score          |          |
| -- | ---------- | ------------------------------------- | --------- | ------------ | ------------ | ------------------ | -------------- | -------- |
| 1  | 27-09-2020 | Roland-Garros, Paris                  | G. Chelem | 42 661 000 € | Terre (ext.) | Sofia Kenin        | 6-4, 6-1       | Parcours |
| 2  | 22-02-2021 | Adélaïde International, Adélaïde      | WTA 500   | 535 530 $    | Dur (ext.)   | Belinda Bencic     | 6-2, 6-2       | Parcours |
| 3  | 10-05-2021 | Internazionali d'Italia, Rome         | WTA 1000  | 2 549 105 €  | Terre (ext.) | Karolína Plíšková  | 6-0, 6-0       | Parcours |
| 4  | 20-02-2022 | Qatar Open, Doha                      | WTA 1000  | 2 331 698 $  | Dur (ext.)   | Anett Kontaveit    | 6-2, 6-0       | Parcours |
| 5  | 09-03-2022 | BNP Paribas Open, Indian Wells        | WTA 1000  | 8 584 055 $  | Dur (ext.)   | María Sákkari      | 6-4, 6-1       | Parcours |
| 6  | 22-03-2022 | Miami Open, Miami                     | WTA 1000  | 8 369 455 $  | Dur (ext.)   | Naomi Osaka        | 6-4, 6-0       | Parcours |
| 7  | 18-04-2022 | Porsche Tennis Grand Prix, Stuttgart  | WTA 500   | 611 210 €    | Terre (int.) | Aryna Sabalenka    | 6-2, 6-2       | Parcours |
| 8  | 09-05-2022 | Internazionali d'Italia, Rome         | WTA 1000  | 2 527 250 €  | Terre (ext.) | Ons Jabeur         | 6-2, 6-2       | Parcours |
| 9  | 22-05-2022 | Roland-Garros, Paris                  | G. Chelem | 43 600 000 € | Terre (ext.) | Coco Gauff         | 6-1, 6-3       | Parcours |
| 10 | 29-08-2022 | US Open, Flushing Meadows             | G. Chelem | 60 102 000 $ | Dur (ext.)   | Ons Jabeur         | 6-2, 7-65      | Parcours |
| 11 | 10-10-2022 | San Diego Open, San Diego             | WTA 500   | 757 900 $    | Dur (ext.)   | Donna Vekić        | 6-3, 3-6, 6-0  | Parcours |
| 12 | 13-02-2023 | Qatar TotalEnergies Open, Doha        | WTA 500   | 780 637 $    | Dur (ext.)   | Jessica Pegula     | 6-3, 6-0       | Parcours |
| 13 | 17-04-2023 | Porsche Tennis Grand Prix, Stuttgart  | WTA 500   | 780 637 $    | Terre (int.) | Aryna Sabalenka    | 6-3, 6-4       | Parcours |
| 14 | 28-05-2023 | Roland-Garros, Paris                  | G. Chelem | 49 600 000 € | Terre (ext.) | Karolína Muchová   | 6-2, 5-7, 6-4  | Parcours |
| 15 | 24-07-2023 | BNP Paribas Poland Open, Varsovie     | WTA 250   | 259 303 $    | Dur (ext.)   | Laura Siegemund    | 6-0, 6-1       | Parcours |
| 16 | 30-09-2023 | China Open, Pékin                     | WTA 1000  | 8 127 389 $  | Dur (ext.)   | Liudmila Samsonova | 6-2, 6-2       | Parcours |
| 17 | 29-10-2023 | GNP Seguros WTA Finals Cancún, Cancún | Masters   | 9 000 000 $  | Dur (ext.)   | Jessica Pegula     | 6-1, 6-0       | Parcours |
| 18 | 11-02-2024 | Qatar TotalEnergies Open, Doha        | WTA 1000  | 3 211 715 $  | Dur (ext.)   | Elena Rybakina     | 7-68, 6-2      | Parcours |
| 19 | 06-03-2024 | BNP Paribas Open, Indian Wells        | WTA 1000  | 8 584 055 $  | Dur (ext.)   | María Sákkari      | 6-4, 6-0       | Parcours |
| 20 | 23-04-2024 | Mutua Madrid Open, Madrid             | WTA 1000  | 7 877 020 $  | Terre (ext.) | Aryna Sabalenka    | 7-5, 4-6, 7-67 | Parcours |
| 21 | 07-05-2024 | Internazionali d'Italia, Rome         | WTA 1000  | 5 509 771 $  | Terre (ext.) | Aryna Sabalenka    | 6-2, 6-3       | Parcours |
| 22 | 26-05-2024 | Roland-Garros, Paris                  | G. Chelem | 53 478 000 € | Terre (ext.) | Jasmine Paolini    | 6-2, 6-1       | Parcours |
| 23 | 30-06-2025 | Wimbledon, Londres                    | G. Chelem | 53 500 000 £ | Gazon (ext.) | Amanda Anisimova   | 6-0, 6-0       | Parcours |
| 24 | 07-08-2025 | Cincinnati Open, Cincinnati           | WTA 1000  | 5 152 599 $  | Dur (ext.)   | Jasmine Paolini    | 7-5, 6-4       | Parcours |

### Finales en simple dames
| No | Date       | Nom et lieu du tournoi                             | Catégorie | Dotation    | Surface      | Vainqueure         | Score          |          |
| -- | ---------- | -------------------------------------------------- | --------- | ----------- | ------------ | ------------------ | -------------- | -------- |
| 1  | 08-04-2019 | Samsung Open, Lugano                               | Intern'l  | 226 750 $   | Terre (ext.) | Polona Hercog      | 6-3, 3-6, 6-3  | Parcours |
| 2  | 03-10-2022 | Agel Open 2022, Ostrava                            | WTA 500   | 757 900 $   | Dur (int.)   | Barbora Krejčíková | 5-7, 7-64, 6-3 | Parcours |
| 3  | 19-02-2023 | Dubai Duty Free Tennis Championships, Dubaï        | WTA 1000  | 2 788 468 $ | Dur (ext.)   | Barbora Krejčíková | 6-4, 6-2       | Parcours |
| 4  | 25-04-2023 | Mutua Madrid Open, Madrid                          | WTA 1000  | 7 652 174 $ | Terre (ext.) | Aryna Sabalenka    | 6-3, 3-6, 6-3  | Parcours |
| 5  | 22-06-2025 | Bad Homburg Open powered by Solarwatt, Bad Homburg | WTA 500   | 1 064 510 $ | Gazon (ext.) | Jessica Pegula     | 6-4, 7-5       | Parcours |

### Finale en double dames
| No | Date       | Nom et lieu du tournoi | Catégorie | Dotation | Surface      | Vainqueures                           | Partenaire            | Score    |          |
| -- | ---------- | ---------------------- | --------- | -------- | ------------ | ------------------------------------- | --------------------- | -------- | -------- |
| 1  | 30-05-2021 | Roland-Garros Paris    | G. Chelem | NC       | Terre (ext.) | Barbora Krejčíková Kateřina Siniaková | Bethanie Mattek-Sands | 6-4, 6-2 | Parcours |

## Parcours en Grand Chelem

### Victoires (6)
| Année | Tournoi           | Adversaire en finale | Score         |
| 2020  | Roland-Garros     | Sofia Kenin          | 6-4, 6-1      |
| 2022  | Roland-Garros (2) | Coco Gauff           | 6-1, 6-3      |
| 2022  | US Open           | Ons Jabeur           | 6-2, 7-65     |
| 2023  | Roland-Garros (3) | Karolína Muchová     | 6-2, 5-7, 6-4 |
| 2024  | Roland-Garros (4) | Jasmine Paolini      | 6-2, 6-1      |
| 2025  | Wimbledon         | Amanda Anisimova     | 6-0, 6-0      |

### En simple dames
| Année | Open d'Australie | Open d'Australie | Internationaux de France | Internationaux de France | Wimbledon       | Wimbledon         | US Open        | US Open              |
| ----- | ---------------- | ---------------- | ------------------------ | ------------------------ | --------------- | ----------------- | -------------- | -------------------- |
| 2019  | 2e tour (1/32)   | Camila Giorgi    | 1/8 de finale            | Simona Halep             | 1er tour (1/64) | Viktorija Golubic | 2e tour (1/32) | Anastasija Sevastova |
| 2020  | 1/8 de finale    | Anett Kontaveit  | Victoire                 | Sofia Kenin              | Annulé          | Annulé            | 3e tour (1/16) | Victoria Azarenka    |
| 2021  | 1/8 de finale    | Simona Halep     | 1/4 de finale            | María Sákkari            | 1/8 de finale   | Ons Jabeur        | 1/8 de finale  | Belinda Bencic       |
| 2022  | 1/2 finale       | Danielle Collins | Victoire                 | Coco Gauff               | 3e tour (1/16)  | Alizé Cornet      | Victoire       | Ons Jabeur           |
| 2023  | 1/8 de finale    | Elena Rybakina   | Victoire                 | Karolína Muchová         | 1/4 de finale   | Elina Svitolina   | 1/8 de finale  | Jeļena Ostapenko     |
| 2024  | 3e tour (1/16)   | Linda Nosková    | Victoire                 | Jasmine Paolini          | 3e tour (1/16)  | Yulia Putintseva  | 1/4 de finale  | Jessica Pegula       |
| 2025  | 1/2 finale       | Madison Keys     | 1/2 finale               | Aryna Sabalenka          | Victoire        | Amanda Anisimova  |                |                      |

N.B. : à droite du résultat se trouve le nom de l'ultime adversaire.

### En double dames
| Année | Open d'Australie | Open d'Australie | Internationaux de France                                                        | Internationaux de France   | Wimbledon | Wimbledon | US Open                   | US Open                 |
| ----- | ---------------- | ---------------- | ------------------------------------------------------------------------------- | -------------------------- | --------- | --------- | ------------------------- | ----------------------- |
| 2019  | —                | —                | —                                                                               | —                          | —         | —         | 2e tour (1/16) M. Linette | Hsieh S.-w. B. Strýcová |
| 2020  | —                | —                | 1/2 finale N. Melichar \|\| style="text-align:left;" \| A. Guarachi D. Krawczyk | Annulé                     | Annulé    | —         | —                         |                         |
| 2021  | —                | —                | Finale B. Mattek-Sands                                                          | B. Krejčíková K. Siniaková | —         | —         | —                         | —                       |

N.B. : le nom de la partenaire se trouve sous le résultat ; les noms des ultimes adversaires se trouvent à droite.

### En double mixte
| Année | Open d'Australie                                                                     | Open d'Australie | Internationaux de France | Internationaux de France | Wimbledon | Wimbledon | US Open | US Open |
| ----- | ------------------------------------------------------------------------------------ | ---------------- | ------------------------ | ------------------------ | --------- | --------- | ------- | ------- |
| 2019  | 2e tour (1/8) Łukasz Kubot \|\| style="text-align:left;" \| B. Krejčíková Rajeev Ram | —                | —                        | —                        | —         | —         | —       |         |
| 2020  | 1/4 de finale Łukasz Kubot \|\| style="text-align:left;" \| A. Sharma J.-P. Smith    | Annulé           | Annulé                   | Annulé                   | Annulé    | Annulé    | Annulé  |         |
| 2021  | 2e tour (1/8) Łukasz Kubot \|\| style="text-align:left;" \| H. Carter Sander Gillé   | —                | —                        | —                        | —         | —         | —       |         |

N.B. : le nom du partenaire se trouve sous le résultat ; les noms des ultimes adversaires se trouvent à droite.

## Parcours en «Premier» et WTA 1000
Les tournois WTA « Premier Mandatory » et « Premier 5 » (entre 2009 et 2020) et WTA 1000 (à partir de 2021) constituent les catégories d'épreuves les plus prestigieuses, après les quatre levées du Grand Chelem. 

De 2009 à 2023, les tournois Premier Mandatory (dits tournois WTA 1000 obligatoires entre 2021 et 2023) regroupent Indian Wells, Miami, Madrid et Pékin, les autres constituant les tournois Premier 5 (tournois WTA 1000 non-obligatoires). À partir de 2024, le nombre de tournois WTA 1000 passe à 10 par saison (fin de l’alternance Doha / Dubaï), ces derniers devenant tous obligatoires et offrant tous 1000 points à la vainqueure (contre 900 points précédemment pour les tournois Premier 5).

### En simple dames
| Année |       |                              |                           |                            |                              |                        |                           |                              |                             |                       |  |        |
| Doha  | Dubaï | Indian Wells                 | Miami                     | Madrid                     | Rome                         | Canada                 | Cincinnati                | Pékin                        |                             | Wuhan                 |  |        |
| Doha  | Dubaï | Indian Wells                 | Miami                     | Madrid                     | Rome                         | Canada                 | Cincinnati                | Pékin                        | Guadalajara                 |                       |  |        |
| Doha  | Dubaï | Indian Wells                 | Miami                     | Madrid                     | Rome                         | Canada                 | Cincinnati                | Pékin                        |                             |                       |  |        |
| 2019  |       | WTA 500                      |                           |                            |                              |                        |                           | 3e tour (1/8) N. Osaka       | 2e tour (1/16) A. Kontaveit |                       |  |        |
| 2020  |       | 2e tour (1/16) S. Kuznetsova | WTA 500                   | Annulé                     | Annulé                       | Annulé                 | 1er tour (1/32) A. Rus    | Annulé                       | 1er tour (1/32) C. McHale   | Annulé                |  | Annulé |
| 2021  |       | WTA 500                      | 3e tour (1/8) G. Muguruza | 4e tour (1/8) J. Ostapenko | 3e tour (1/16) A. Konjuh     | 3e tour (1/8) A. Barty | Victoire Ka. Plíšková     |                              | 2e tour (1/16) O. Jabeur    | Annulé                |  | Annulé |
| 2022  |       | Victoire A. Kontaveit        | WTA 500                   | Victoire M. Sákkari        | Victoire N. Osaka            | Forfait                | Victoire O. Jabeur        | 3e tour (1/8) B. Haddad Maia | 3e tour (1/8) M. Keys       | Hors calendrier       |  |        |
| 2023  |       | WTA 500                      | Finale B. Krejčíková      | 1/2 finale E. Rybakina     | Forfait                      | Finale A. Sabalenka    | 1/4 de finale E. Rybakina | 1/2 finale J. Pegula         | 1/2 finale C. Gauff         | Victoire L. Samsonova |  |        |
| 2024  |       | Victoire E. Rybakina         | 1/2 finale A. Kalinskaya  | Victoire M. Sákkari        | 4e tour (1/8) E. Alexandrova | Victoire A. Sabalenka  | Victoire A. Sabalenka     |                              | 1/2 finale A. Sabalenka     |                       |  |        |
| 2025  |       | 1/2 finale J. Ostapenko      | 1/4 de finale M. Andreeva | 1/2 finale M. Andreeva     | 1/4 de finale E. Eala        | 1/2 finale C. Gauff    | 3e tour (1/16) D. Collins | 4e tour (1/8) C. Tauson      | Victoire J. Paolini         |                       |  |        |

Sous le résultat, l’ultime adversaire.
1. 1 2   Les tournois de Doha et Dubaï alternent le statut de tournoi WTA 1000 (ex Premier 5) entre 2009 et 2023 : les trois premières éditions ont lieu à Dubaï, les trois suivantes à Doha, puis Dubaï accueille le tournoi de cette catégorie les années impaires et Dubaï les années paires. De 2011 à 2023, la ville qui n’accueille pas de WTA 1000 organise à la place un tournoi WTA 500 (ex Premier).
2. 1 2 3 4 5 6 7   L’ordre de déroulement des tournois a évolué depuis 2009 : Rome se dispute avant Madrid et Cincinnati avant Montréal/Toronto jusqu’en 2010, tandis que Tokyo (2009-2013)-Wuhan (2014-2019, 2024-)-Guadalajara (2022-2023) ont lieu avant Pékin jusqu’en 2023.
3. 1 2 3 4 5 6 7 8  Du fait de la pandémie de Covid-19, les tournois d’Indian Wells, de Miami, de Madrid, du Canada, de Wuhan et de Pékin sont annulés en 2020. Ces deux derniers le sont également en 2021. Pour des raisons d’organisation, le tournoi de Cincinnati 2020 a exceptionnellement lieu à Flushing Meadows à New York.
4. ↑  Le 1er décembre 2021, le président de la WTA, Steve Simon, annonce que tous les tournois prévus en Chine et à Hong Kong sont suspendus à partir de 2022, en raison de préoccupations concernant la sécurité et le bien-être de la joueuse de tennis chinoise Peng Shuai après ses allégations de relations sexuelles non-consenties avec Zhang Gaoli, membre de haut rang du Parti communiste chinois. Le tournoi de Pékin revient en 2023. Le tournoi de Guadalajara remplace celui de Wuhan pendant deux ans, ce dernier réapparaissant en 2024.

## Parcours au Masters

### En simple dames
| # | Date       | Nom de l’édition       | ($)        | Surface    | Résultat               | Ultime adversaire  | Score         |          |
| - | ---------- | ---------------------- | ---------- | ---------- | ---------------------- | ------------------ | ------------- | -------- |
| 1 | 10/11/2021 | WTA Finals Guadalajara | 5 000 000  | Dur (ext.) | Round Robin (défaite)  | María Sákkari      | 2-6, 4-6      | Parcours |
| 1 | 10/11/2021 | WTA Finals Guadalajara | 5 000 000  | Dur (ext.) | Round Robin (défaite)  | Aryna Sabalenka    | 6-2, 2-6, 5-7 | Parcours |
| 1 | 10/11/2021 | WTA Finals Guadalajara | 5 000 000  | Dur (ext.) | Round Robin (victoire) | Paula Badosa       | 7-5, 6-4      | Parcours |
| 2 | 31/10/2022 | WTA Finals Fort Worth  | 5 000 000  | Dur (int.) | 1/2 finale             | Aryna Sabalenka    | 6-2, 2-6, 6-1 | Parcours |
| 3 | 29/10/2023 | WTA Finals Cancún      | 9 000 000  | Dur (ext.) | Victoire               | Jessica Pegula     | 6-1, 6-0      | Parcours |
| 4 | 02/11/2024 | WTA Finals Riyad       | 15 250 000 | Dur (int.) | Round Robin (victoire) | Barbora Krejčíková | 4-6, 7-5, 6-2 | Parcours |
| 4 | 02/11/2024 | WTA Finals Riyad       | 15 250 000 | Dur (int.) | Round Robin (défaite)  | Coco Gauff         | 3-6, 4-6      | Parcours |
| 4 | 02/11/2024 | WTA Finals Riyad       | 15 250 000 | Dur (int.) | Round Robin (victoire) | Daria Kasatkina    | 6-1, 6-0      | Parcours |

## Parcours aux Jeux olympiques

### En simple dames
| # | Date       | Nom de l'olympiade         | Surface             | Résultat       | Ultime adversaire         | Score     |          |
| - | ---------- | -------------------------- | ------------------- | -------------- | ------------------------- | --------- | -------- |
| 1 | 31/07/2021 | Olympic Tennis Event Tokyo | Dur (ext.)          | 2e tour (1/16) | Paula Badosa              | 6-3, 7-64 | Parcours |
| 2 | 27/07/2024 | Olympic Tennis Event Paris | Terre battue (ext.) | Bronze         | Anna Karolína Schmiedlová | 6-2, 6-1  | Parcours |

## Records et statistiques

### Confrontations avec ses principales adversaires
Confrontations lors des différents tournois WTA avec ses principales adversaires (4 confrontations minimum et avoir été membre du top 10). Classement par pourcentage de victoires. Situation au 18 août 2025
| Joueuse              | Meilleur classement | Confrontations | Victoires | Défaites | Pourcentage de victoires | Dernière confrontation                        |
| -------------------- | ------------------- | -------------- | --------- | -------- | ------------------------ | --------------------------------------------- |
| Jeļena Ostapenko     | 5                   | 6              | 0         | 6        | 0                        | défaite (3-6, 6-3, 2-6) à Stuttgart 2025      |
| Simona Halep         | 1                   | 4              | 2         | 2        | 50                       | victoire (7-66, 6-4) à Indian Wells 2022      |
| Jessica Pegula       | 3                   | 11             | 6         | 5        | 54,6                     | défaite (4-6, 5-7) à Bad Homburg 2025         |
| María Sákkari        | 3                   | 7              | 4         | 3        | 57,1                     | victoire (6-3, 6-2) à Doha 2025               |
| Anett Kontaveit      | 2                   | 5              | 3         | 2        | 60                       | victoire (6-2, 6-0) à Doha 2022               |
| Barbora Krejčíková   | 2                   | 5              | 3         | 2        | 60                       | victoire (4-6, 7-5, 6-2) au Masters 2024      |
| Elena Rybakina       | 3                   | 10             | 6         | 4        | 60                       | victoire (7-5, 6-3) à Cincinnati 2025         |
| Aryna Sabalenka      | 1                   | 13             | 8         | 5        | 61,5                     | défaite (61-7, 6-4, 0-6) à Roland-Garros 2025 |
| Madison Keys         | 5                   | 7              | 5         | 2        | 71,4                     | victoire (0-6, 6-3, 6-2) à Madrid 2025        |
| Ons Jabeur           | 2                   | 7              | 5         | 2        | 71,4                     | victoire (6-1, 6-2) au Masters 2023           |
| Coco Gauff           | 2                   | 15             | 11        | 4        | 73,4                     | défaite (1-6, 1-6) à Madrid 2025              |
| Belinda Bencic       | 4                   | 5              | 4         | 1        | 80                       | victoire (6-2, 6-0) à Wimbledon 2025          |
| Danielle Collins     | 7                   | 10             | 8         | 2        | 80                       | victoire (6-2, 6-3) à Wimbledon 2025          |
| Elina Svitolina      | 3                   | 5              | 4         | 1        | 80                       | victoire (6-1, 7-5) à Roland-Garros 2025      |
| Karolína Muchová     | 8                   | 5              | 4         | 1        | 80                       | victoire (6-1, 6-1) à Indian Wells 2025       |
| Veronika Kudermetova | 9                   | 5              | 4         | 1        | 80                       | défaite (2-6, 6-2, 4-6) à Tokyo 2023          |
| Victoria Azarenka    | 1                   | 6              | 5         | 1        | 83,3                     | victoire (6-4, 6-4) à Bad Homburg 2025        |
| Caroline Garcia      | 4                   | 7              | 6         | 1        | 85,7                     | victoire (6-2, 7-5) à Miami 2025              |
| Daria Kasatkina      | 8                   | 7              | 6         | 1        | 85,7                     | victoire (6-1, 6-0) au Masters 2024           |
| Zheng Qinwen         | 4                   | 8              | 7         | 1        | 87,5                     | victoire (6-3, 6-3) à Indian Wells 2025       |
| Markéta Vondroušová  | 6                   | 4              | 4         | 0        | 100                      | victoire (6-0, 6-2) à Roland-Garros 2024      |
| Emma Raducanu        | 10                  | 5              | 5         | 0        | 100                      | victoire (6-1, 6-2) à Roland-Garros 2025      |
| Jasmine Paolini      | 4                   | 6              | 6         | 0        | 100                      | victoire (7-5, 6-4) à Cincinnati 2025         |

### Victoires sur le top 10
Toutes ses victoires sur des joueuses classées dans le top 10 de la WTA lors de la rencontre.
| Légende            |
| Grand Chelem       |
| Jeux olympiques    |
| Masters            |
| Premier / WTA 1000 |
| Elite Trophy       |
| WTA 500            |
| Intern'l / WTA 250 |
| Fed Cup            |

| #  |       |  | Tournoi          | Année | Surface             |                   | Adversaire          | Rang   | Tour          | Score             | Tableau |
| -- | ----- |  | ---------------- | ----- | ------------------- | ----------------- | ------------------- | ------ | ------------- | ----------------- | ------- |
| 1  | no 54 |  | Roland-Garros    | 2020  | Terre battue        |                   | Simona Halep        | no 2   | 1/8           | 6-1, 6-2          | Tableau |
| 2  | no 54 |  | Roland-Garros    | 2020  | Terre battue        | Sofia Kenin       | no 6                | Finale | 6-4, 6-1      |                   | Tableau |
| 3  | no 15 |  | Rome             | 2021  | Terre battue        |                   | Elina Svitolina     | no 6   | 1/4           | 6-2, 7-5          | Tableau |
| 4  | no 15 |  | Rome             | 2021  | Terre battue        | Karolína Plíšková | no 9                | Finale | 6-0, 6-0      |                   | Tableau |
| 5  | no 9  |  | Masters          | 2021  | Dur                 |                   | Paula Badosa        | no 10  | RR            | 7-5, 6-4          | Tableau |
| 6  | no 8  |  | Doha             | 2022  | Dur                 |                   | Aryna Sabalenka     | no 2   | 1/4           | 6-2, 6-3          | Tableau |
| 7  | no 8  |  | Doha             | 2022  | Dur                 | María Sákkari     | no 6                | 1/2    | 6-4, 6-3      |                   | Tableau |
| 8  | no 8  |  | Doha             | 2022  | Dur                 | Anett Kontaveit   | no 7                | Finale | 6-2, 6-0      |                   | Tableau |
| 9  | no 4  |  | Indian Wells     | 2022  | Dur                 |                   | María Sákkari       | no 6   | Finale        | 6-4, 6-1          | Tableau |
| 10 | no 1  |  | Stuttgart        | 2022  | Terre battue (int.) |                   | Aryna Sabalenka     | no 4   | Finale        | 6-2, 6-2          | Tableau |
| 11 | no 1  |  | Rome             | 2022  | Terre battue        |                   | Aryna Sabalenka     | no 8   | 1/2           | 6-2, 6-1          | Tableau |
| 12 | no 1  |  | Rome             | 2022  | Terre battue        | Ons Jabeur        | no 7                | Finale | 6-2, 6-2      |                   | Tableau |
| 13 | no 1  |  | US Open          | 2022  | Dur                 |                   | Jessica Pegula      | no 8   | 1/4           | 6-3, 7-64         | Tableau |
| 14 | no 1  |  | US Open          | 2022  | Dur                 | Aryna Sabalenka   | no 6                | 1/2    | 3-6, 6-1, 6-4 |                   | Tableau |
| 15 | no 1  |  | US Open          | 2022  | Dur                 | Ons Jabeur        | no 5                | Finale | 6-2, 7-65     |                   | Tableau |
| 16 | no 1  |  | San Diego        | 2022  | Dur                 |                   | Coco Gauff          | no 8   | 1/4           | 6-0, 6-3          | Tableau |
| 17 | no 1  |  | San Diego        | 2022  | Dur                 | Jessica Pegula    | no 6                | 1/2    | 4-6, 6-2, 6-2 |                   | Tableau |
| 18 | no 1  |  | Masters          | 2022  | Dur (int.)          |                   | Daria Kasatkina     | no 8   | RR            | 6-2, 6-3          | Tableau |
| 19 | no 1  |  | Masters          | 2022  | Dur (int.)          | Caroline Garcia   | no 6                | RR     | 6-3, 6-2      |                   | Tableau |
| 20 | no 1  |  | Masters          | 2022  | Dur (int.)          | Coco Gauff        | no 4                | RR     | 6-3, 6-0      |                   | Tableau |
| 21 | no 1  |  | Doha             | 2023  | Dur                 |                   | Jessica Pegula      | no 3   | Finale        | 6-3, 6-0          | Tableau |
| 22 | no 1  |  | Dubaï            | 2023  | Dur                 |                   | Coco Gauff          | no 6   | 1/2           | 6-4, 6-2          | Tableau |
| 23 | no 1  |  | Stuttgart        | 2023  | Terre battue (int.) |                   | Ons Jabeur          | no 4   | 1/2           | 3-0 ab.           | Tableau |
| 24 | no 1  |  | Stuttgart        | 2023  | Terre battue (int.) | Aryna Sabalenka   | no 2                | Finale | 6-3, 6-4      |                   | Tableau |
| 25 | no 1  |  | Roland-Garros    | 2023  | Terre battue        |                   | Coco Gauff          | no 6   | 1/4           | 6-4, 6-2          | Tableau |
| 26 | no 1  |  | Cincinnati       | 2023  | Dur                 |                   | Markéta Vondroušová | no 10  | 1/4           | 7-63, 6-1         | Tableau |
| 27 | no 2  |  | Pékin            | 2023  | Dur                 |                   | Caroline Garcia     | no 10  | 1/4           | 68-7, 7-65, 6-1   | Tableau |
| 28 | no 2  |  | Pékin            | 2023  | Dur                 | Coco Gauff        | no 3                | 1/2    | 6-2, 6-3      |                   | Tableau |
| 29 | no 2  |  | Masters          | 2023  | Dur                 |                   | Markéta Vondroušová | no 7   | RR            | 7-63, 6-0         | Tableau |
| 30 | no 2  |  | Masters          | 2023  | Dur                 | Coco Gauff        | no 3                | RR     | 6-0, 7-5      |                   | Tableau |
| 31 | no 2  |  | Masters          | 2023  | Dur                 | Ons Jabeur        | no 6                | RR     | 6-1, 6-2      |                   | Tableau |
| 32 | no 2  |  | Masters          | 2023  | Dur                 | Aryna Sabalenka   | no 1                | 1/2    | 6-3, 6-2      |                   | Tableau |
| 33 | no 2  |  | Masters          | 2023  | Dur                 | Jessica Pegula    | no 5                | Finale | 6-1, 6-0      |                   | Tableau |
| 34 | no 1  |  | Doha             | 2024  | Dur                 |                   | Elena Rybakina      | no 4   | Finale        | 7-68, 6-2         | Tableau |
| 35 | no 1  |  | Dubaï            | 2024  | Dur                 |                   | Zheng Qinwen        | no 7   | 1/4           | 6-3, 6-2          | Tableau |
| 36 | no 1  |  | Indian Wells     | 2024  | Dur                 |                   | María Sákkari       | no 9   | Finale        | 6-4, 6-0          | Tableau |
| 37 | no 1  |  | Madrid           | 2024  | Terre battue        |                   | Aryna Sabalenka     | no 2   | Finale        | 7-5, 4-6, 7-67    | Tableau |
| 38 | no 1  |  | Rome             | 2024  | Terre battue        |                   | Coco Gauff          | no 3   | 1/2           | 6-4, 6-3          | Tableau |
| 39 | no 1  |  | Rome             | 2024  | Terre battue        | Aryna Sabalenka   | no 2                | Finale | 6-2, 6-3      |                   | Tableau |
| 40 | no 1  |  | Roland-Garros    | 2024  | Terre battue        |                   | Markéta Vondroušová | no 6   | 1/4           | 6-0, 6-2          | Tableau |
| 41 | no 1  |  | Roland-Garros    | 2024  | Terre battue        | Coco Gauff        | no 3                | 1/2    | 6-2, 6-4      |                   | Tableau |
| 42 | no 1  |  | Jeux olympiques  | 2024  | Terre battue        |                   | Danielle Collins    | no 9   | 1/4           | 6-1, 2-6, 4-1 ab. | Tableau |
| 43 | no 2  |  | Masters          | 2024  | Dur (int.)          |                   | Daria Kasatkina     | no 9   | RR            | 6-1, 6-0          | Tableau |
| 44 | no 2  |  | Fed Cup          | 2024  | Dur (int.)          |                   | Daria Kasatkina     | no 4   | 1/2           | 3-6, 6-4, 6-4     | Tableau |
| 45 | no 2  |  | United Cup       | 2025  | Dur                 |                   | Elena Rybakina      | no 6   | 1/2           | 7-65, 6-4         | Tableau |
| 46 | no 2  |  | Open d'Australie | 2025  | Dur                 |                   | Emma Navarro        | no 8   | 1/4           | 6-1, 6-2          | Tableau |
| 47 | no 2  |  | Doha             | 2025  | Dur                 |                   | Elena Rybakina      | no 7   | 1/4           | 6-2, 7-5          | Tableau |
| 48 | no 2  |  | Indian Wells     | 2025  | Dur                 |                   | Zheng Qinwen        | no 9   | 1/4           | 6-3, 6-3          | Tableau |
| 49 | no 2  |  | Madrid           | 2025  | Terre battue        |                   | Madison Keys        | no 5   | 1/4           | 0-6, 6-3, 6-2     | Tableau |
| 50 | no 8  |  | Bad Homburg      | 2025  | Gazon               |                   | Jasmine Paolini     | no 4   | 1/2           | 6-1, 6-3          | Tableau |
| 51 | no 3  |  | Cincinnati       | 2025  | Dur                 |                   | Elena Rybakina      | no 10  | 1/2           | 7-5, 6-3          | Tableau |
| 52 | no 3  |  | Cincinnati       | 2025  | Dur                 | Jasmine Paolini   | no 9                | Finale | 7-5, 6-4      |                   | Tableau |

## Classements WTA en fin de saison
| Année          | 2016 | 2017 | 2018 | 2019 | 2020 | 2021 | 2022 | 2023 | 2024 |
| Rang en simple | 903  | 690  | 175  | 60   | 17   | 9    | 1    | 1    | 2    |
| Rang en double | -    | -    | 1097 | 453  | 75   | 41   | -    | -    | -    |

source : (en) Classements de Iga Świątek sur le site officiel de la Fédération internationale de tennis

### Périodes au rang de numéro un mondiale
| # | Précédée par    | Dates                   | Suivie par      | Nombre de semaines | Cumul |
| - | --------------- | ----------------------- | --------------- | ------------------ | ----- |
| 1 | Ashleigh Barty  | 04/04/2022 - 10/09/2023 | Aryna Sabalenka | 75                 | 75    |
| 2 | Aryna Sabalenka | 06/11/2023 - 20/10/2024 | Aryna Sabalenka | 50                 | 125   |

## Distinctions
- Shot of the Year 2019[235]
- Joueuse ayant le plus progressé aux WTA Awards 2020[236]
- Joueuse préférée des fans aux WTA Awards 2020[237]
- Championne du monde de l'ITF 2022[3]
- Joueuse de l'année aux WTA Awards 2022[4]
- Shot of the Year 2022[238]
- Championne des championnes « monde » 2022 du journal L'Équipe[5]
- Personnalité sportive polonaise de l'année 2022 et 2023 du journal Przegląd Sportowy[239]
- Personnalité sportive européenne de l'année 2022 de l'agence PAP [240],[241]
- Citée parmi les 100 personnes les plus influentes dans le monde selon Time Magazine en 2023[6]